# Австралія на пісенному конкурсі Євробачення
Австралія дебютувала на Пісенному конкурсі Євробачення у 2015 році. За рік до цього, на Євробаченні 2014, австралійська співачка Джессіка Маубой була запрошеною гостею в інтервал-акті одного з півфіналів. Коли 2015 року Євробачення святкувало своє 60-річчя, Австралія автоматично отримала місце у фіналі, де її перший представник Гай Себастіан посів п'яте місце. Початково участь країни мала бути лише одноразовою або ж дворазовою у разі перемоги, проте згодом стало відомо про підтвердження участі і на Євробаченні 2016. З того часу Австралія залишається щорічною учасницею конкурсу. Після участі Марокко у Євробаченні 1980, Австралія стала другою країною за межами Євразії та єдиною країною за межами Європейської зони мовлення, яка коли-небудь брала участь у конкурсі.
Найкращий результат на Пісенному конкурсі Євробачення країна здобула за другої своєї участі — у 2016 році. Тоді пісня «Sound of Silence» співачки Дамі Ім посіла 2 місце у фіналі змагань. Окрім цього, кращими результатами Австралії за десять років участі є 5 місце Гая Себастіана та три 9 місця у 2017, 2019 та 2023 роках, які посіли Ісая з «Don't Come Easy», Кейт Міллер-Гайдке із «Zero Gravity» і Voyager із «Promise» відповідно. Загалом Австралія була учасницею конкурсу 11 разів – за цей час країна змогла кваліфікуватися до фіналу у 6 із 9 випадків (та один раз автрійський учасник був автофіналістом).
Мовником країни на конкурсі є Special Broadcasting Service (SBS), що має спеціальний дозвіл на участь від Європейської спілки радіомовлення і телебачення. Якщо Австралія стане переможницею Євробачення, то не прийматиме подію на своєму материку, а натомість стане співорганізаторкою конкурсу в Європі.

## Історія

### 1983—2013: трансляції конкурсу
SBS, мовник Австралії, почав щорічно транслювати Пісенний конкурс Євробачення з 1983 року навіть попри різницю в часі з Європою — конкурс зазвичай транслюється о 05:00 за австралійським східним стандартним часом (AEST). Окрім цього, значна кількість відомих уродженців Австралії змагалися в конкурсі за інші країни та брали участь у національних відборах інших країн і як виконавці, і як автори пісень інших учасників задовго до офіційного запрошення Австралії. Так, наприклад, Олівія Ньютон-Джон (1974) та Джина Джи (1996) представляли Велику Британію, Мері-Жан Анаїс О'Доерті (2015) — Вірменію, дворазовий переможець Євробачення від Ірландії Джонні Логан (1980, 1987) народився в Австралії тощо.
2001 року Special Broadcasting Service (SBS) вперше транслювала конкурс із власної студії, де його коментувала акторка Мері Кустас. Проте програма, яка вийшла в ефір, містила сильне редагування — з неї видалили місцевих ведучих, листівки та більшу частину голосування, які замінили вставками з відомими телевізійними діячами Австралії, а також використали формат чату для обговорення якості виконаних пісень. Таке рішення було розкритиковане глядачами, через що мовник був змушений через тиждень перевипустити конкурс із трансляцією та коментарями від BBC. Наступного року SBS одразу транслювала конкурс через BBC з коментарями Террі Вогана.

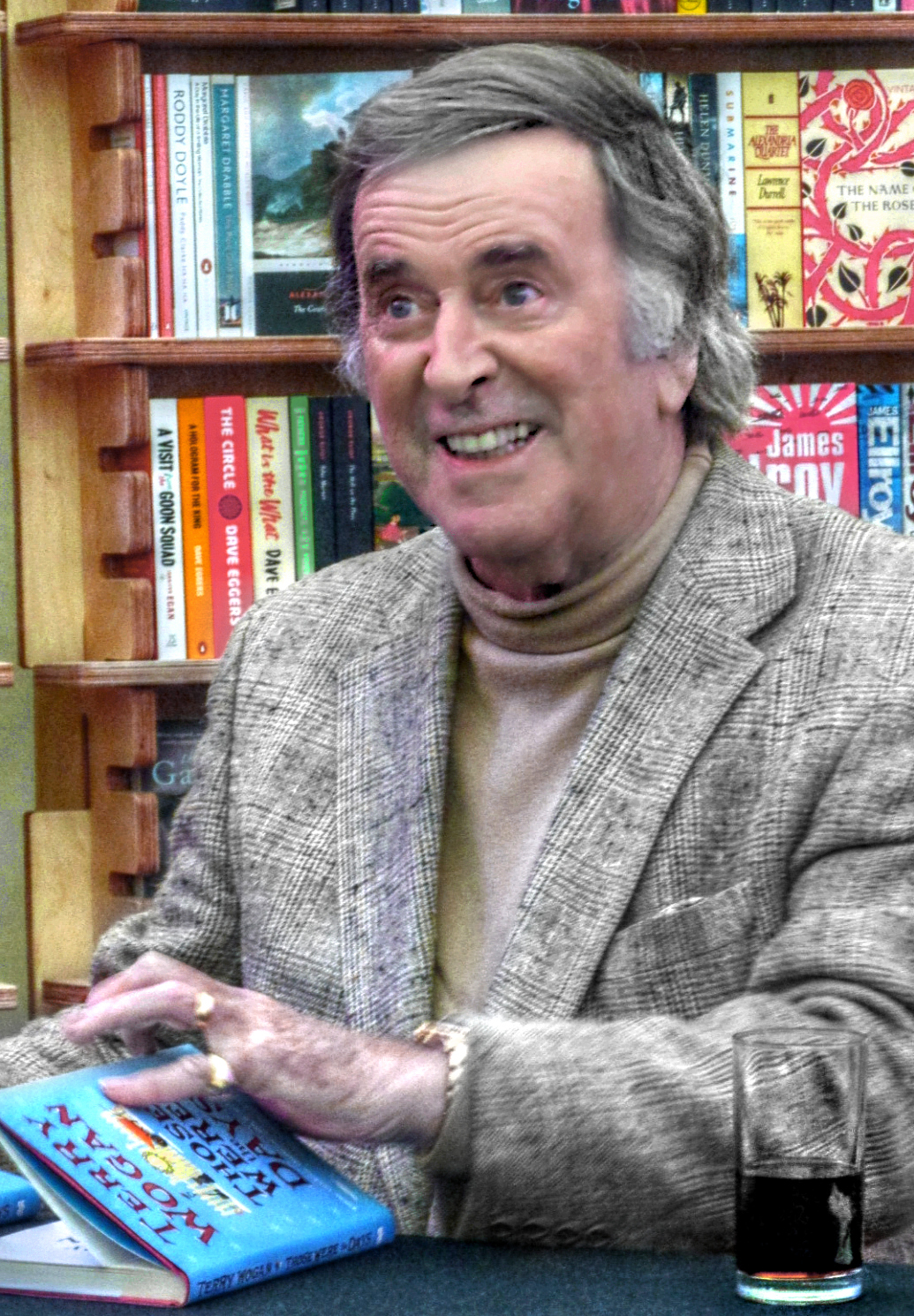
Террі Воган, коментатор трансляцій Євробачення в Австралії у 2002, 2005—2008 роках

У 2003-2004 роках коментатором конкурсу став австралійський письменник і фанат Євробачення Дес Манган. Спочатку планувалося, що він коментуватиме конкурс з Австралії під час перегляду прямої трансляції. Але пізніше було вирішено, що буде краще, якщо Манган поїде до Риги, де проходило Євробачення 2003, щоб побувати на репетиціях та побачити виступи учасників перед живим шоу. За тиждень до трансляції конкурсу SBS зняла п'ять 30-хвилинних спеціальних шоу з австралійськими знаменитостями, які переглядали пісні та розповідали про Євробачення, а також кадри, на яких Манган спілкувався з учасниками, для рекламних роликів Євробачення. Того ж року під час коментування прямої трансляції конкурсу Манган, представляючи пісню Сертаб, представниці Туреччини, сказав: «Я думаю, що вона переможе». У кінці шоу, коли Сертаб перемогла, сотні людей подзвонили мовнику зі скаргами на те, що Манган зіпсував їм конкурс і сказав, хто виграє.
Наступного року Дес Манган знову став коментатором Євробачення, яке відбулося в Стамбулі. Проте через критику австралійців, які прозвали Мангана «бюджетним Воганом», мовник ще раз перейшов на трансляції події з британськими коментарями, щоб заспокоїти глядачів. Так, у 2005-2008 роках конкурс у країні знову транслювався з коментарями Террі Вогана, однак, коли він вирішив покинути цю роль, SBS ухвалила рішення надіслати двох своїх ведучих безпосередньо на Євробачення, щоб транслювати події за лаштунками конкурсу. Це виявилося вдалим рішенням, оскільки рейтинги шоу в Австралії значно зросли. Із 2009 року мовник регулярно надсилав команду, яка складалася з телеведучих Сема Панга та Джулії Земіро й режисера репортажів Пола Кларка, у країни-господарки конкурсів для висвітлення й коментування Євробачення.
2011 року вийшла спеціальна австралійська документальна програма з двох частин — «The Secret History of Eurovision» (укр. «Таємна історія Євробачення»). Наступного року SBS влаштувала символічну подорож співведучої Джулії Земіро з Німеччини до Азербайджану, господарів конкурсу 2011 та 2012 років відповідно, під назвою «Road To Eurovision» (укр. «Дорога до Євробачення»). Тоді ж залученість глядачів до трансляції півфінальних шоу в Австралії стала найвищою з 2004 року і загалом 2,77 млн австралійців подивилися всі шоу. Окрім усього цього, мовник країни регулярно організовував внутрішнє голосування для глядачів Євробачення, у якому австралійці визначали своїх фаворитів у фіналі, а також того, кого вважають переможцем. Так, наприклад, за результатами голосування 2010 року переможцем голосування став гурт MaNga, що представляв Туреччину з піснею «We Could Be the Same», 2011 — ірландський дует Jedward з «Lipstick», у 2012, 2013, 2014 роках — безпосередні переможці конкурсу: Лорін з «Euphoria», Еммелі Де Форест із «Only Teardrops» та Кончита Вурст із «Rise Like a Phoenix» відповідно.
14 травня 2013 року Австралія вперше з'явилася в трансляції Пісенного конкурсу Євробачення під час першого півфіналу в Мальме, Швеція, що було присвячено 30-річчю показу компанією SBS Євробачення. Коротке попередньо записане відео під назвою «Greetings from Australia» (укр. «Привітання з Австралії») з ведучою Джулією Земіро транслювалося під час інтервал-актів тогорічного конкурсу.

### 2014—2019: дебют і найкращий результат на конкурсі
24 березня 2014 року стало відомо, що Австралія представить свого артиста в інтервал-акті другого півфіналу Євробачення 2014, господарем якого був Копенгаген. Мікке Бех, редакційний керівник тогорічного конкурсу, заявив:
«Австралія збирається взяти участь у другому півфіналі. Вони кілька разів запитували, чи можуть вони стати учасниками, тому що дуже люблять Пісенний конкурс Євробачення. Тож цього року ми дозволили їм вийти на сцену та показати нам, на що вони здатні… Вони працюватимуть візуально з тим, що Європа означає для них і тим, що Австралія означає для нас у Європі, тож це буде масштабно та вражаюче».
Уже наступного дня було оголошено, що в інтервал-акті конкурсу виступить австралійська співачка аборигенного походження Джессіка Маубой, яку SBS спеціально обрав представницею країни в Копенгагені, оскільки, за словами Мікке Беха, Маубой «є прикладом того, що таке Австралія». 8 травня 2014 року Маубой виконала свою пісню «Sea of Flags», яку написала спеціально для Євробачення. Шоу під час виступу співачки містило елементи австралійської культури та закінчилося прибуттям на сцену астронавта, який тримав прапор австралійських аборигенів та виголосив, що все це «один маленький крок для Європи, один гігантський стрибок для Австралії».

#### 2015: Гай Себастіан – «Tonight Again»

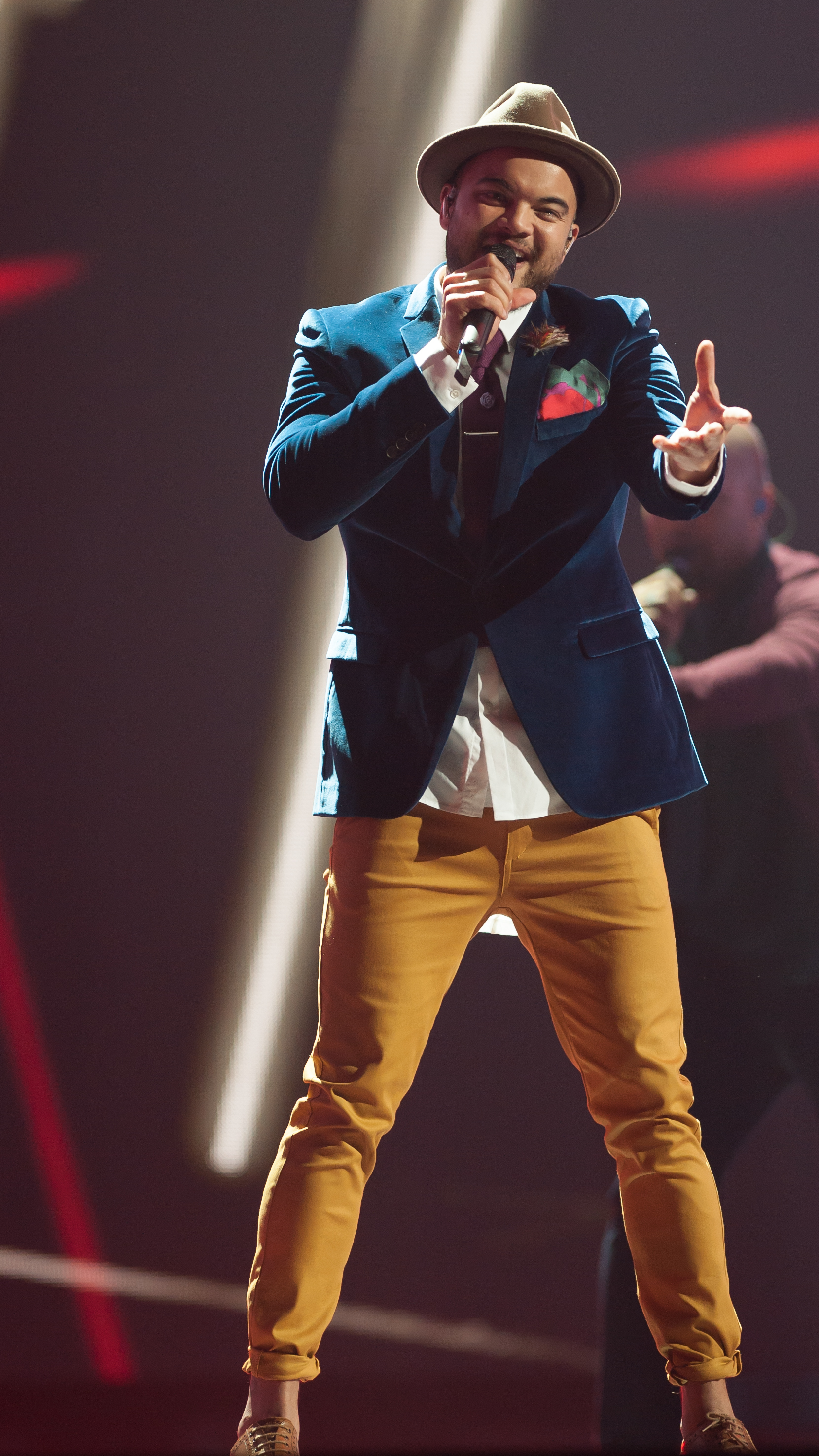
Гай Себастіан на Євробаченні 2015

У лютому 2015 року організатори конкурсу повідомили, що Австралія дебютує на Євробаченні 2015 як самостійна учасниця, коли подія святкуватиме своє 60-річчя — країну запросили на конкурс, щоб надати святкуванню ювілею додаткового виміру та створити відповідність тогорічному девізу «Зводячи мости», та дозволили голосувати в усіх трьох шоу. Того ж року країна дебютувала і на Дитячому пісенному конкурсі Євробачення. Причиною запрошення саме Австралії, а не іншої країни, назвали давню традицію трансляції пісенного конкурсу та його популярність серед австралійців. Щоб не зменшувати шанси учасників півфіналу потрапити до великого фіналу та через одноразовий характер участі Австралії, останній надали право виступати одразу у фіналі, що довело загальну кількість учасників у ньому до 27 та є рекордом конкурсу. Окрім цього, Австралія голосувала за інші країни не тільки у фіналі, а й в обох півіфіналах. Тоді ж організатори повідомили, що у випадку перемоги SBS спільно з мовником-членом ЄМС проведе Євробачення в європейському місті, а не в Австралії. За словами мовника, дебют країни на конкурсі готувався понад три роки. Генеральний директор австралійської телерадіокомпанії SBS Майкл Ебейд зазначав, що спочатку для обрання першого учасника від країни розглядалося публічне шоу, проте для його належної організації не вистачало часу, тому відбувся внутрішній відбір. Так, першим представником країни став Гай Себастіан із піснею «Tonight Again», написаною в сучасному R&B-стилі та створеною спеціально для Євробачення. У фіналі співак виступив під 12 номером та посів 5 місце з 27 країн-учасниць, набравши 196 балів. Тоді ж Австралія здобула перші максимальні 12 балів на конкурсі від двох країн — Швеції та Австрії. Після участі Марокко у Євробаченні 1980, Австралія стала другою країною за межами Євразії, яка брала участь у конкурсі. Поряд із цим Австралія є єдиною країною за межами Європейської зони мовлення, яка коли-небудь брала участь у Євробаченні.

#### 2016: Дамі Ім – «Sound of Silence»

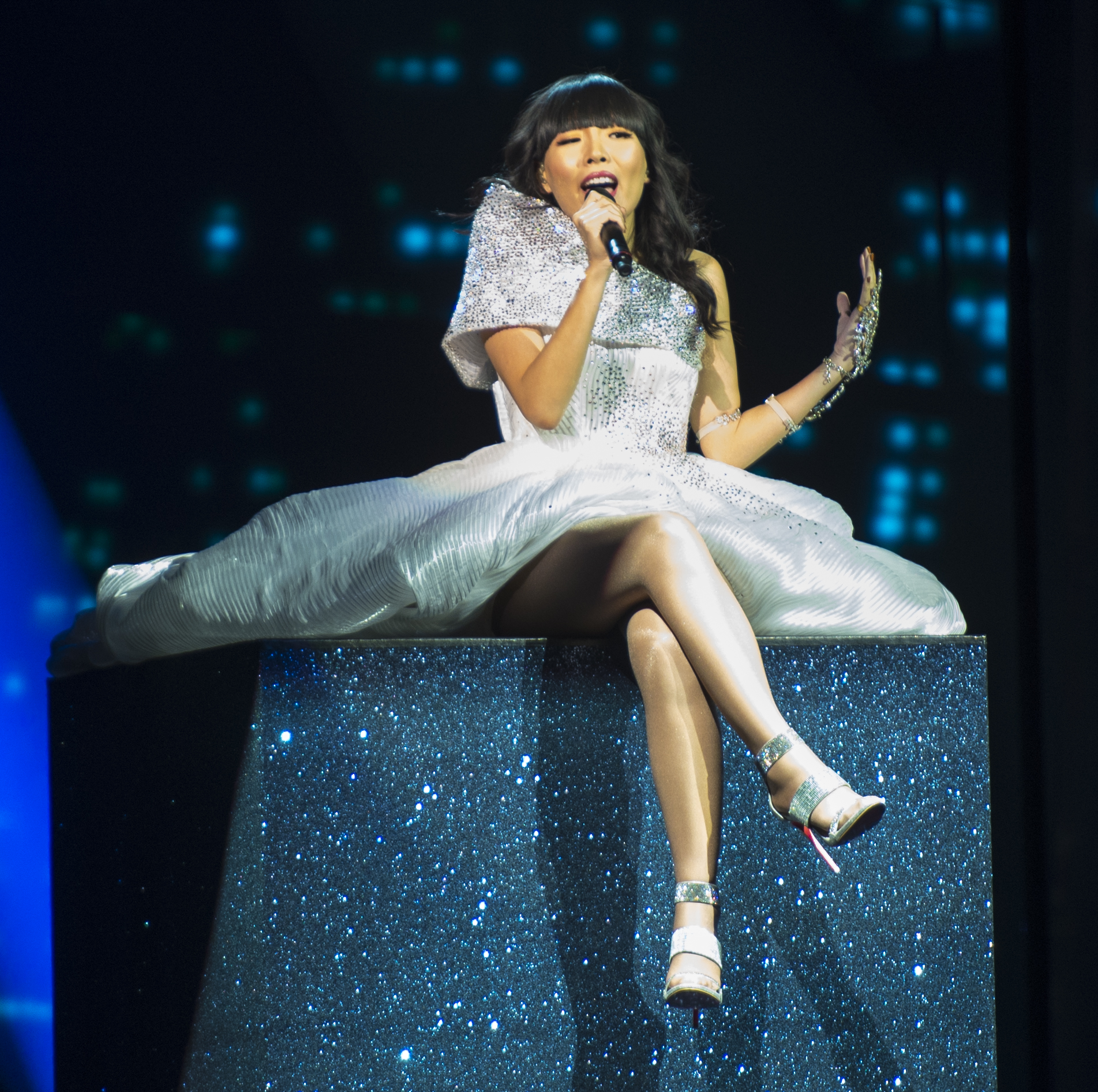
Дамі Ім виконує «Sound of Silence» під час репетиції перед другим півфіналом (2016)

У вересні 2015 року в SBS заявили, що якщо вони й повернуться на Євробачення, то з учасником із «гучнішим ім'ям». Попри те, що участь Австралії початково планувалася одноразовою або ж дворазовою лише у випадку перемоги, уже 17 листопада стало відомо, що країна все ж візьме участь у Пісенному конкурсі Євробачення 2016. Тоді ж організатори конкурсу зазначили, що цього разу Австралії доведеться змагатися в одному з двох півфіналів, а також, що ще не вирішено, чи стане країна постійною учасницею. На жеребкувані для визначення розподілу країн-учасниць між півфіналами, яке відбулося 25 січня 2016 року, Австралія потрапила до другого півфіналу. А вже згодом, 3 березня 2016 року, австралійською представницею оголосили співачку південнокорейського походження Дамі Ім. Вибір учасниці для Євробачення знову відбувався шляхом внутрішнього відбору. Конкурсна пісня під назвою «Sound of Silence» була опублікована 10 березня і, за словами Ім, присвячена темі роз'єднання та віддаленості від людей у житті, яких любиш: «Ми живемо у світі, де легко бути на зв'язку кожну хвилину дня, але разом із цим ви можете почуватися самотніми та ізольованими». 12 травня Австралія виступила у другому півфіналі Євробачення 2016 під 10 номером та посіла перше місце завдяки перевазі над Україною в балах від журі: Дамі Ім здобула 142 бали від глядачів (2 місце), з яких 12 балів від Ізраїлю, та 188 балів від журі (1 місце), з яких 12 балів надійшли від дев'яти країн. У фіналі конкурсу, який пройшов 14 травня, австралійська представниця знову стала першою за рішенням журі та здобула 320 балів, у той час як за голосуванням глядачів посіла четверте місце зі 191 балом. У кінцевому підсумку Дамі Ім із «Sound of Silence» фінішувала другою за сумою балів після представниці України Джамали з піснею «1944». Журі дев'яти країн віддали свої 12 балів Австралії, глядачі — з трьох; від Албанії та Швеції країна здобула максимальну комбінацію 24 балів. Австралія також здобула приз композиторів премії Марселя Безансона за «Sound Of Silence», яку написали Девід Мусумечі та Ентоні Егізій. Станом на 2024 рік результат Дамі Ім залишається для країни найкращим за всю історію участі у Євробаченні.

#### 2017: Ісая Файрбрейс – «Don't Come Easy»

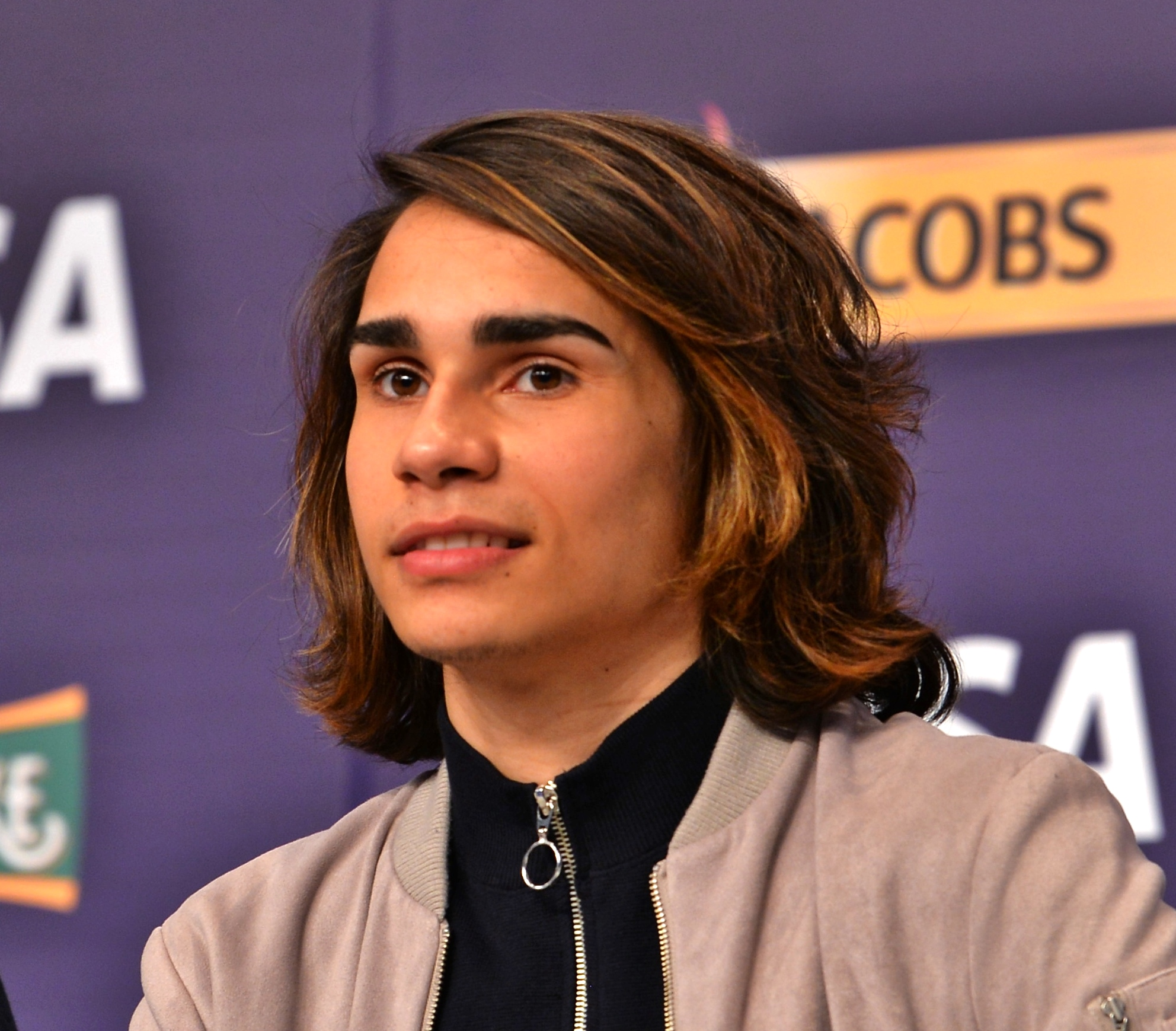
Ісая Файрбрейс на пресконференції Євробачення 2017 в Києві

У липні 2016 року стало відомо, що Австралія візьме участь у Євробаченні 2017 в Києві, Україна, а вже 7 березня 2017 року SBS оголосила 17-річного Ісаю Файрбрейса своїм представником на конкурсі. Конкурсна пісня під назвою «Don't Come Easy», яка розповідає про нелегку боротьбу за свої мрії, була представлена того ж дня. Композиторами заявки Австралії знову стали Мусумечі та Егізій. 9 травня 2017 року Ісая виступив у першому півфіналі Євробачення 2017 та здобув 139 балів від журі (2 місце) й 21 бал від глядачів (15 місце), що в підсумку принесло Австралії посісти 6 місце у півфіналі та дозволило кваліфікуватися до фіналу конкурсу. Від журі Чехії, Словенії та Швеції співак отримав 12 балів. У постановці на сцені Ісая стояв на круглій платформі, яка працювала подібно до біговій доріжки, що дозволяла йому «ходити» по сцені. Основну атмосферу номеру створювалисвітлодіоди. У фіналі, що відбувся 13 травня, Ісая досяг 9 місця завдяки черговій підтримці журі: 171 бал (4 місце) проти 2 балів (25 місце з 26-ти) від глядачів.

#### 2018: Джессіка Маубой – «We Got Love»

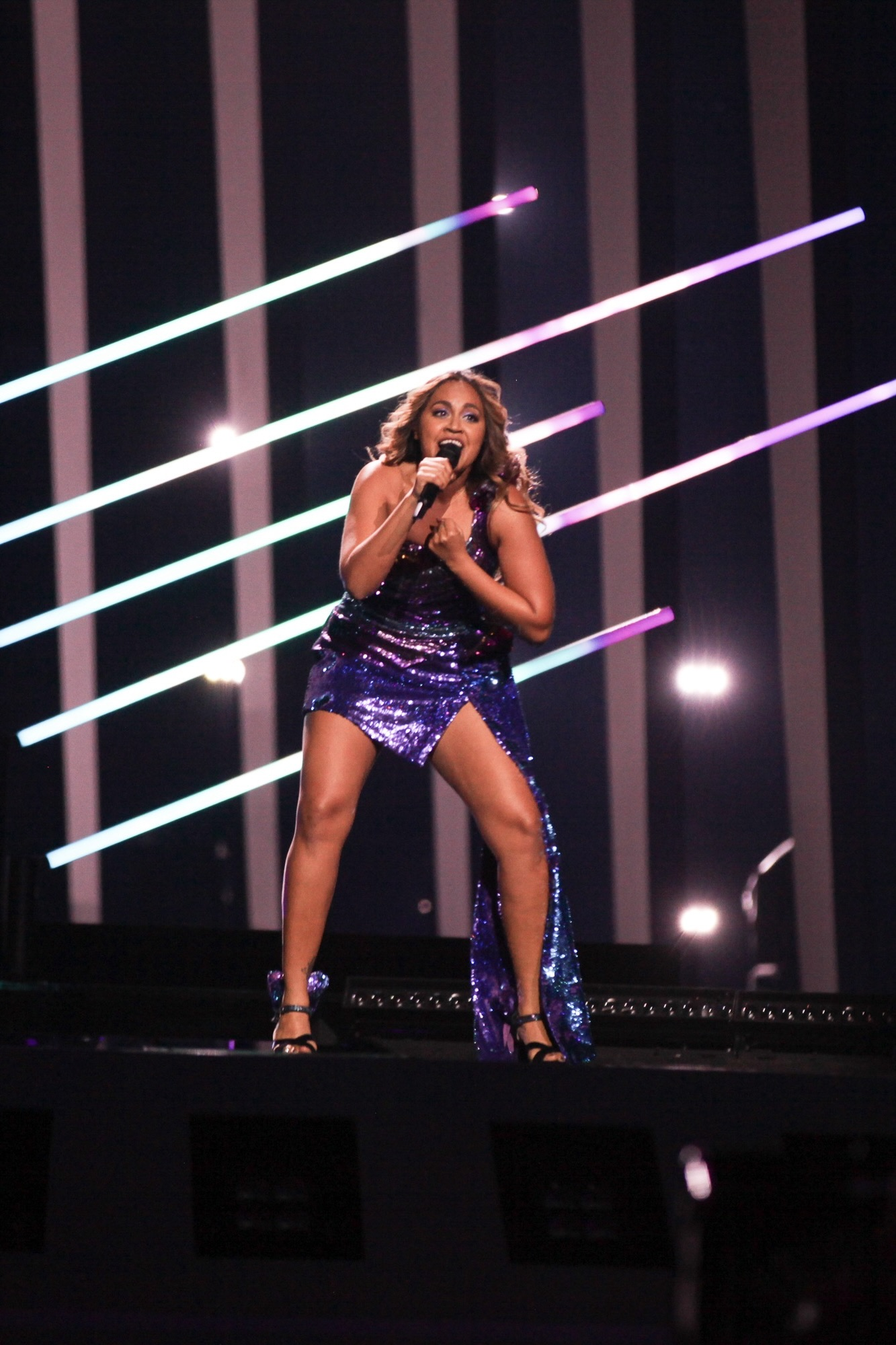
Джессіка Маубой на Євробаченні 2018

У серпні 2017 року Австралія підтвердила свою участь у Пісенному конкурсі Євробачення 2018 в Лісабоні, Португалія, а в грудні SBS оголосила, що країну в представлятиме співачка Джессіка Маубой, яка була запрошеною гостею в інтервал-акті Євробачення 2014. За словами голови австралійської делегації Пола Кларка, з часу виступу в інтервал-акті Маубой завжди залишалася бажаною представницею країни на конкурсі. 8 березня 2018 року була опублікована пісня Австралії — «We Got Love», яка описується як «емоційний, піднесений і потужний гімн» та присвячена тому, як «чудова пісня та музика може підняти людський дух». Авторами австралійської конкурсної заявки для Євробачення 2018 стали Мусумечі та Егізій у співпраці з Джессікою Маубой. 10 травня 2018 року Австралія змагалася у другому півфіналі Євробачення, де пісня «We Got Love» досягла 4 місця з 212 балами (130 балів від журі та 82 бали від глядачів), що принесло країні чергову кваліфікацію до фіналу. Маубой вдалося здобути максимальну оцінку (12 балів) від журі Данії, Франції та Латвії. 12 травня Джессіка Маубой виступила у фіналі конкурсу та посіла 20 місце з 99 балами, з яких лише 9 були від глядачів (останнє місце глядацького голосування). До 2021 року цей результат залишався для Австралії найгіршим на Євробаченні.

#### 2019: Кейт Міллер-Гайдке – «Zero Gravity»

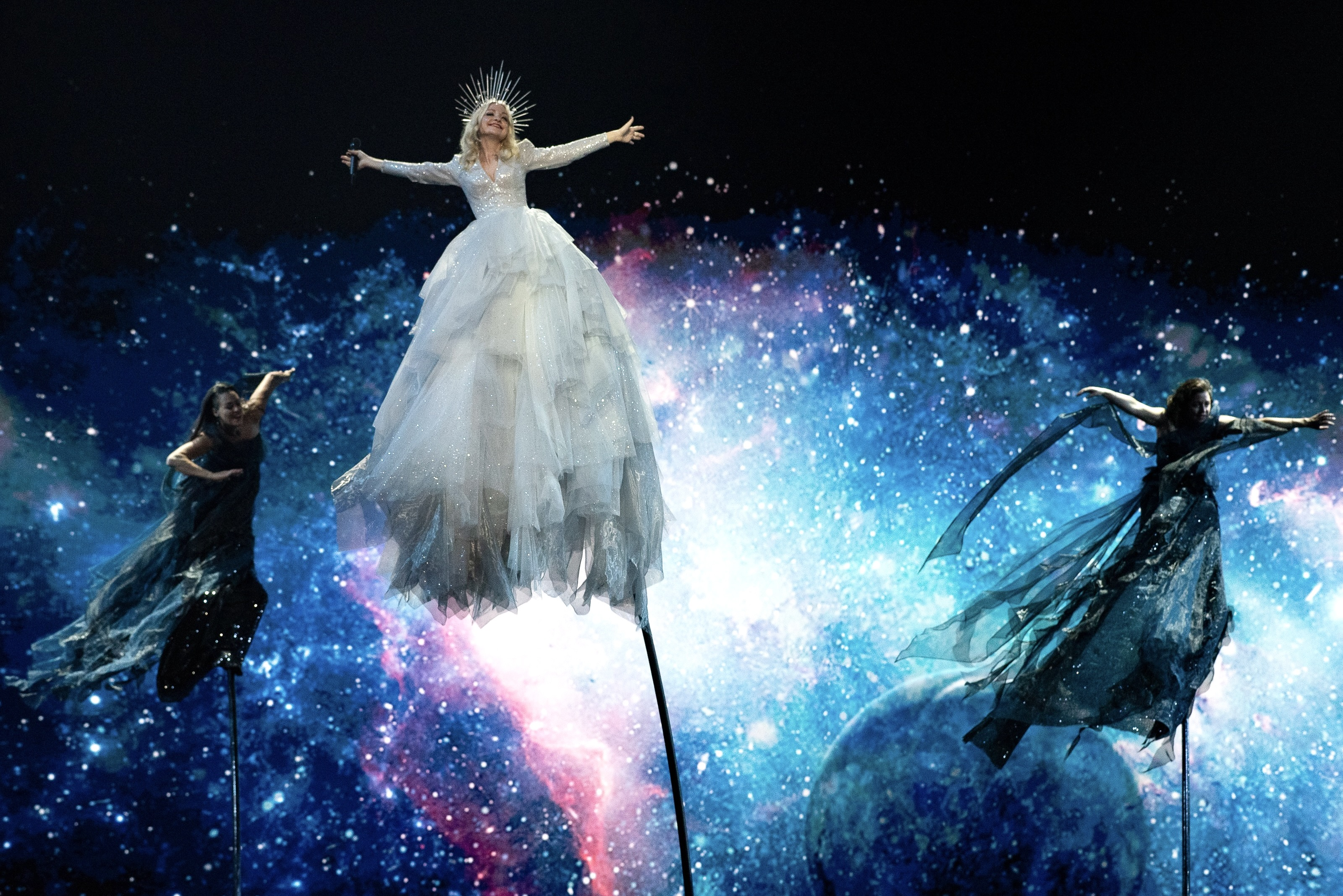
Виступ Кейт Міллер-Гайдке з піснею «Zero Gravity» (2019)

У лютому 2019 року стало відомо, що телекомпанія SBS та її партнер Blink TV забезпечили участь Австралії на Пісенному конкурсі Євробачення на наступні п'ять років — до цього часу право країни на участь розглядалося щорічно. Рішення було прийняте референсною групою керівного складу Євробачення від імені постійних мовників-учасників конкурсу. Того ж року Австралія вперше обирала свого представника шляхом не внутрішнього, а національного відбору, який отримав назву Eurovision — Australia Decides (укр. Євробачення – Австралія обирає). У січні 2019 року був опублікований список із 10 учасників відбору, а саме шоу відбулося 9 лютого того ж року; рішення про те, хто стане переможцем, ухвалювалося на основі голосування австралійської громадськості та журі у співвідношенні 50/50. Переможницею змагань стала співачка Кейт Міллер-Гайдке з піснею під назвою «Zero Gravity» в стилі попопери, яка стала фавориткою і журі, і глядачів з перевагою у 21 бал над Electric Fields, які фінішували другими. «Zero Gravity» присвячена досвіду післяпологової депресії Міллер-Гайдке та її шляху відновлення й повернення до відчуття власної особистості. 14 травня 2019 року в Тель-Авіві, Ізраїль відбувся перший півфінал Євробачення 2019, у якому взяла участь і Австралія. Кейт Міллер-Гайдке виступила під 12 порядковим номером та посіла перше місце у півфіналі з 261 балом (140 від глядачів — 2 місце та 121 від журі — 3 місце), чим забезпечила своїй країні участь у фіналі конкурсу. Австралія здобула 12 балів від глядачів Ізраїлю та від журі з п'яти країн. У своєму номері Міллер-Гайдке виступала на льоту на вертикальній рухомій жердині. 18 травня пісня «Zero Gravity» фінішувала на 9 місці Євробачення 2019, здобувши 284 бали, з яких 153 бали від журі та 131 бал від глядачів (6 і 7 місця відповідно). Журі Польщі та Румунії присудили Австралії у фіналі свої 12 балів. Кейт Міллер-Гайдке також здобула премію Марселя Безансона в категорії «Мистецький приз». Того ж року голова референтної групи Євробачення доктор Франк-Дітер Фрайлінг заявив, що Австралія з моменту свого дебюту «підвищила якість конкурсу».

### 2020–дотепер: подальша участь

#### 2020: Монтень – «Don't Break Me»

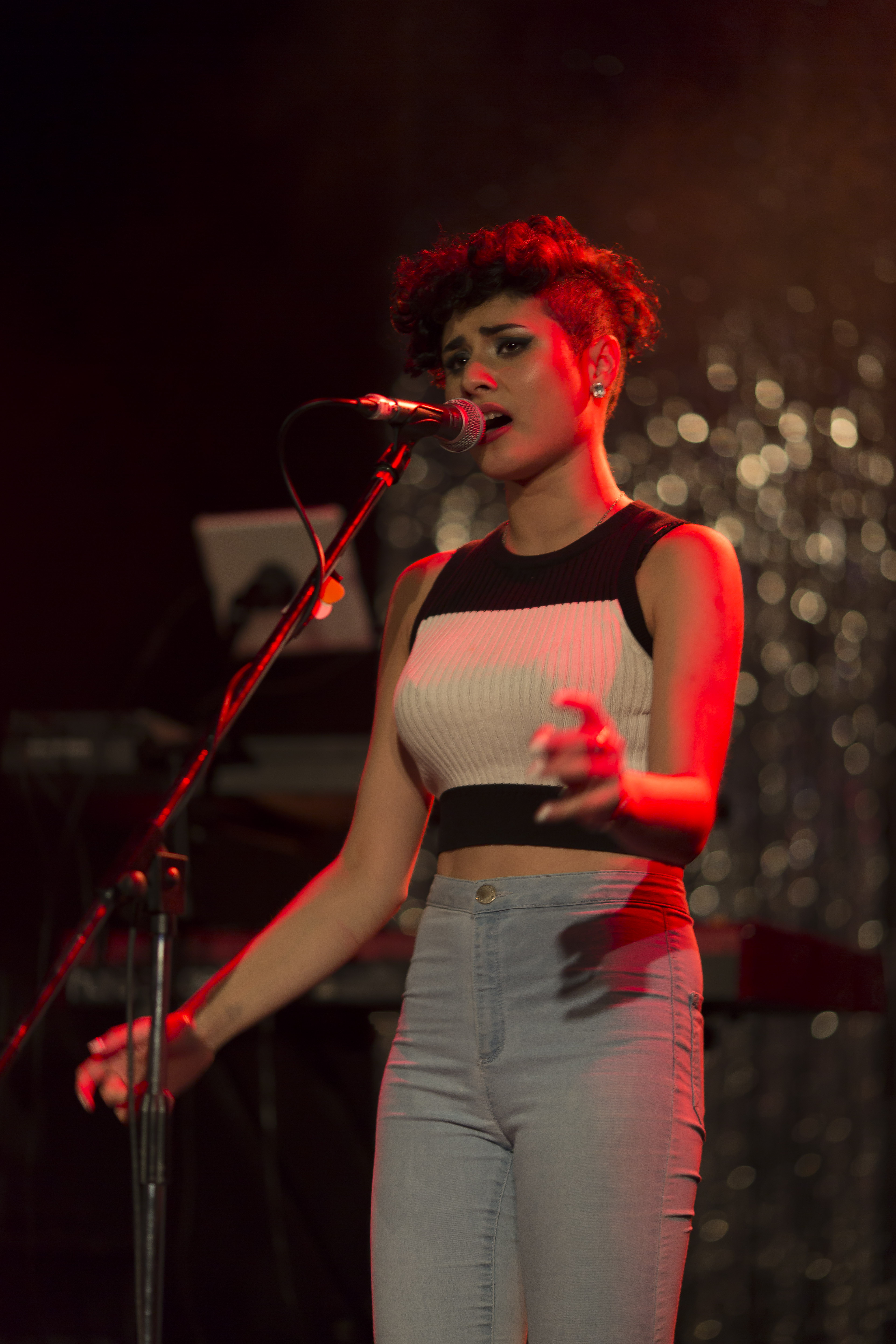
Монтень, переможниця Eurovision — Australia Decides 2019

Для Євробачення 2020, що мало відбутися в Роттердамі, Нідерланди, Австралія знову обирала свого представника шляхом використання Eurovision — Australia Decides, що головним чином було обумовлено успіхом на конкурсі 2019 року та позитивним сприйняттям національного відбору австралійською публікою. Переможницею відбору, який відбувся 8 лютого 2020 року, стала співачка Монтень із піснею «Don't Break Me», у якій розповідається про фази розриву стосунків, коли одна людина відчуває, що вкладає у стосунки набагато більше, ніж інша сторона, тому стає розчарованою й обуреною. Співавторами конкурсної заявки поруч із Монтень знову стали Девід Мусумечі та Ентоні Егізій. Проте Австралія так і не змогла взяти участь у Пісенному конкурсі Євробачення 2020, оскільки він був скасований через пандемію COVID-19. У травні того ж року в дні, коли мали відбутися півфінали конкурсу, організатори Євробачення оприлюднили «Eurovision Song Celebration 2020» (укр. «Пісенне свято Євробачення 2020») — відео з усіма конкурсними піснями у визначеному продюсерами порядку їхніх виступів. Так, стало відомо, що Монтень із «Don't Break Me» виступила б під третім номером у першому півфіналі. Окрім цього, австралійський мовник SBS транслював власний альтернативний конкурс для визначення переможця Євробачення 2020 під назвою «Eurovision 2020: Big Night In!» (укр. «Євробачення 2020: Велика ніч!») — переможцем за рішенням австралійської аудиторії мав стати ісландський гурт Daði & Gagnamagnið з піснею «Think About Things».

#### 2021: Монтень – «Technicolour»

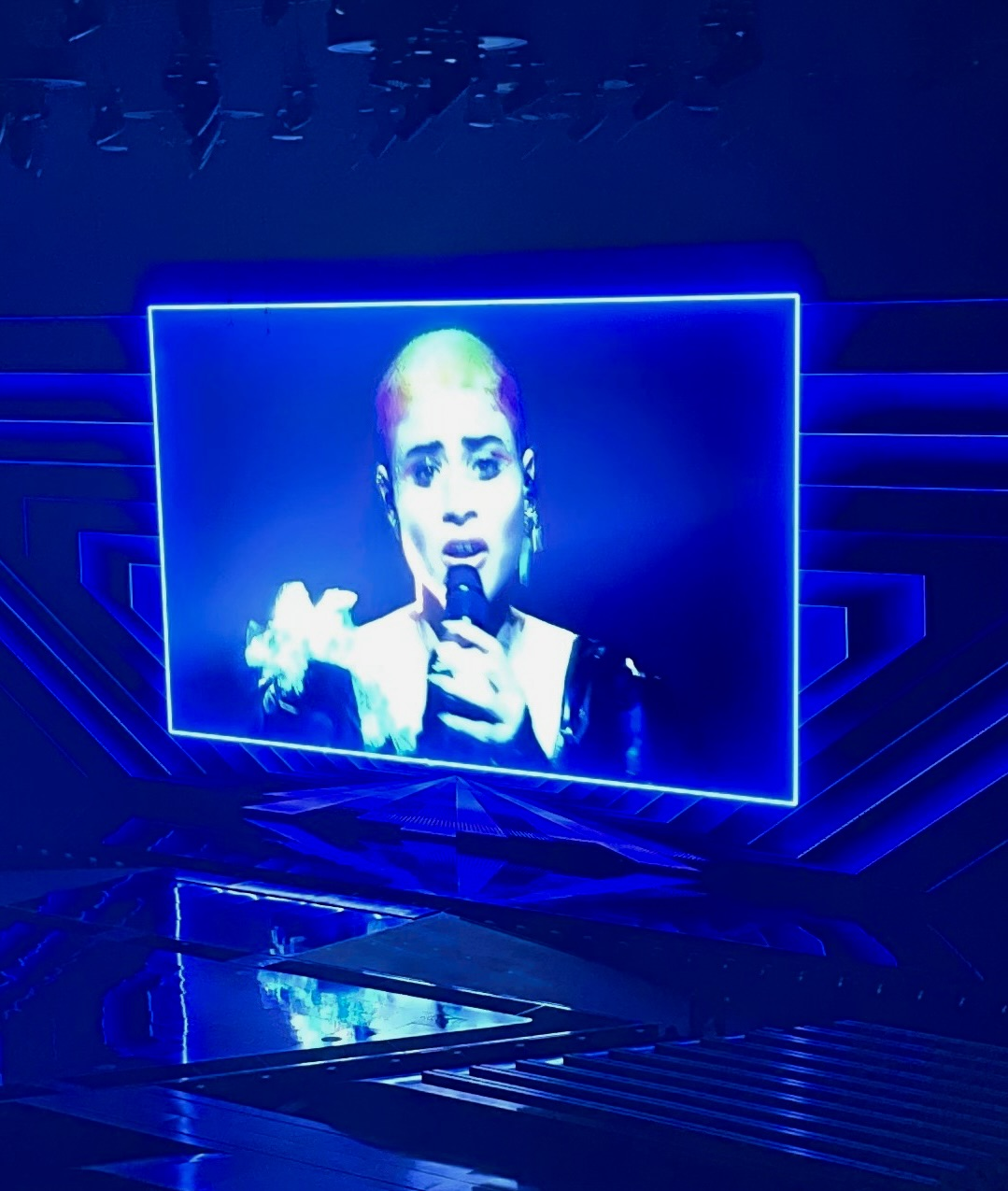
Трансляція запису виступу Монтень із піснею «Technicolour» (2021)

Участь Австралії у Пісенному конкурсі Євробачення 2021 була підтверджена ще 2019 року, а у квітні 2020 року в SBS повідомили, що представницею країни на конкурсі залишиться Монтень. 4 березня 2021 року вийшла пісня Австралії для Євробачення 2021 — «Technicolour», написана Монтень у співавторстві з продюсером й автором пісень Дейвом Хаммером. Пісня присвячена темі стійкості й хоробрості, які приходять від здатності бути вразливим, уміння просити про допомогу та знання того, що в солідарності та єдності люди сильніші. Згодом стало відомо, що австралійська делегація не буде присутньою безпосередньо на конкурсі в Роттердамі, щоб не наражати себе на ризик захворіти на коронавірус, а виступ Монтень транслюватиметься у вигляді «live-on-tape» — запису живого виступу на сцені без будь-яких редагувань вокалу чи будь-якої частини виступу. 18 травня 2021 року відбувся перший півфінал Пісенного конкурсу Євробачення 2021, де виступ Австралії транслювався під п'ятим номером. Монтень із піснею «Technicolour» здобула 26 балів від журі (14 місце), серед яких найвища оцінка у вигляді 12 балів від України, та лише 2 бали від глядачів (останнє місце). У підсумку Австралія фінішувала на 14 з 16 місць у півфіналі й уперше за історію своєї участі не змогла кваліфікуватися до фіналу Євробачення.

#### 2022: Шелдон Райлі – «Not The Same»

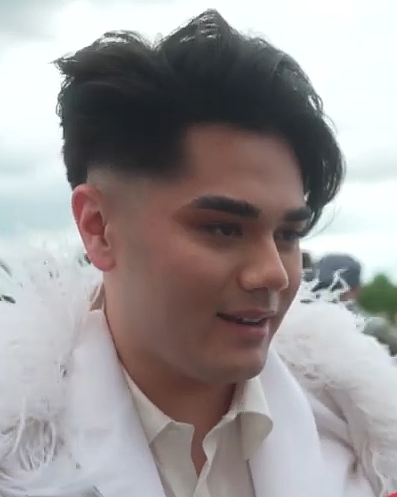
Шелдон Райлі на церемонії відкриття Євробачення 2022

У червні 2021 року австралійський мовник підтвердив участь країни у Євробаченні 2022 в Турині, Італія, а згодом способом вибору представника було оголошене використання Eurovision — Australia Decides. Переможцем відбору, який відбувся 26 лютого 2022 року, став Шелдон Райлі з піснею «Not The Same». Співак переміг з перевагою у 3 бали над гуртом Voyager, які фінішували другими. Конкурсну пісню Райлі можна сприймати як послання гордості ЛГБТ-спільноти, хоча, як зазначив сам співак, «Not The Same» виходить далеко за межі сексуальності, і є гімном тому, щоб просто бути самим собою в усіх сенсах. 12 травня 2022 року Австралія взяла участь у другому півфіналі Євробачення 2022, де посіла 2 місце з 243 балами, з яких 169 від журі (2 місце) й 74 від глядачів (8 місце), та кваліфікувалася до фіналу. Журі Швеції присудило австралійському представнику 12 балів. У фіналі, який пройшов 14 травня, Шелдон Райлі посів 15 місце завдяки 123 балам від журі (15 місце) та 2 балам від глядачів (25 місце з 26-ти). Того ж року була започаткована премія за «найвидатніше вбрання» — You're a Vision Award, першим переможцем якої став Райлі.

#### 2023: Voyager – «Promise»

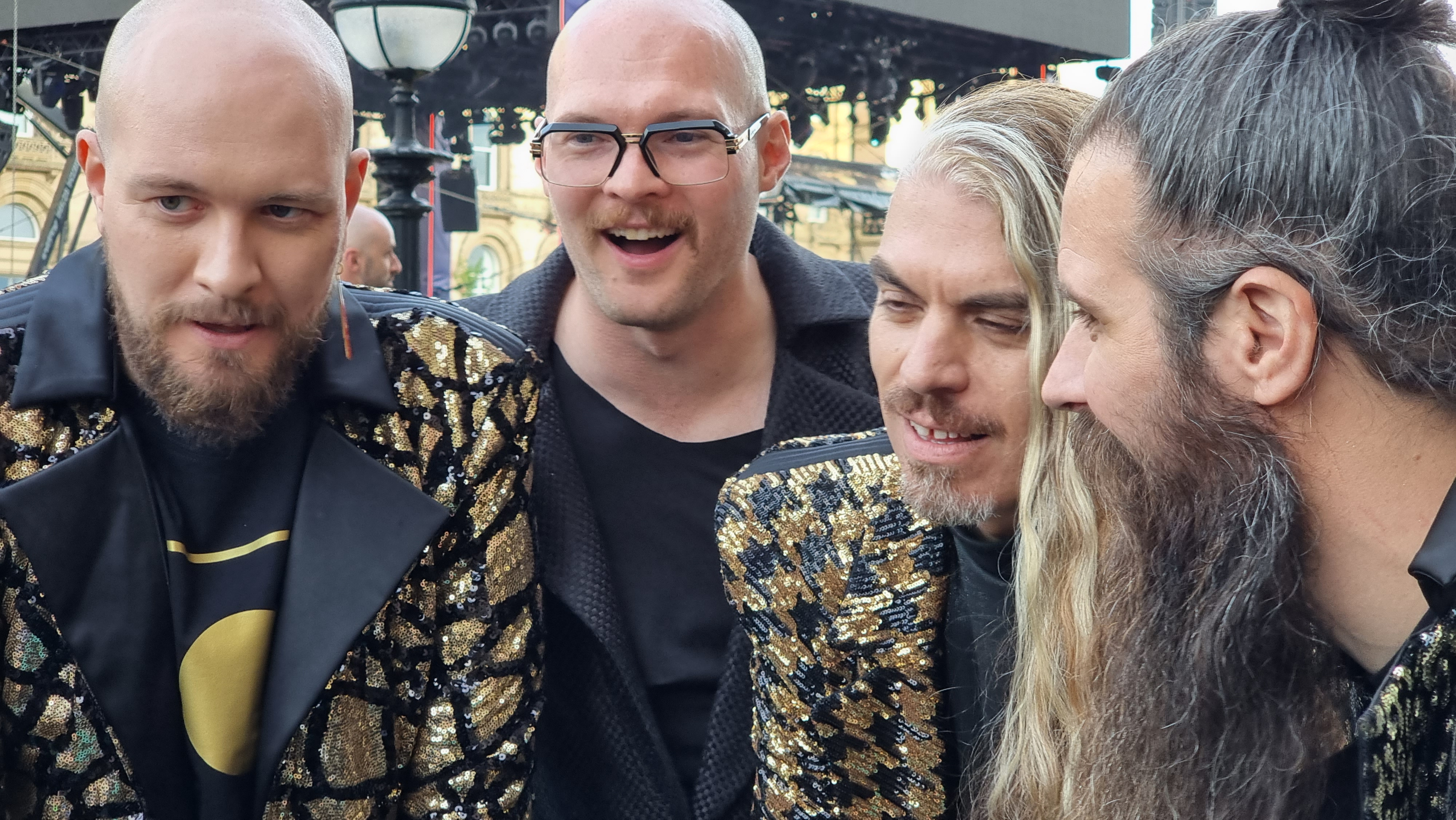
Гурт Voyager на бірюзовому хіднику Євробачення 2023

У жовтні 2022 року Австралія підтвердила участь у Пісенному конкурсі Євробачення 2023 в Ліверпулі, Велика Британія, а згодом стало відомо, що SBS обиратиме австралійського представника шляхом внутрішнього відбору. 21 лютого 2023 року було оголошено, що учасником від Австралії на Євробаченні вперше стане не сольний виконавець, а музичний гурт, а саме — Voyager. Того ж дня була оприлюднена конкурсна пісня під назвою «Promise», яка описується як «епічний, прогресивний попметал трек, який переносить слухача в емоційну історію пригод і спокути» й була створена спеціально для участі у Євробаченні. У другому півфіналі Євробачення 2023, що відбувся 11 травня, Voyager посіли 1 місце з 149 балами від глядачів, з яких здобули 12 балів від трьох країн: Албанії, Естонії та Ісландії, і кваліфікувалися до фіналу. 14 травня, у фіналі конкурсу, Австралія опинилася на 9 місці зі 151 балом, з яких 130 балів від журі (6 місце) та 21 бал від глядачів (20 місце). Журі Ісландії та Португалії віддали пісні «Promise» свої 12 балів.

#### 2024: Electric Fields – «One Milkali (One Blood)»
Як повідомлялося у жовтні 2023 року, попри те, що австралійський мовник був впевнений у транслюванні Пісенного конкурсу Євробачення 2024 для австралійської аудиторії, SBS все ще вела перемовини з ЄМС щодо участі в конкурсі, оскільки п'ятирічна домовленість про гарантовану участь Австралії сплила 2023 року. У підсумку в грудні Австралія з'явилася в списку серед 37 країн-учасниць Євробачення 2024, а згодом у SBS зазначили, що представник країни на конкурсі був обраний шляхом внутрішнього відбору. 5 березня 2024 року стало відомо, що австралійським представником на конкурсі в Мальме, Швеція стане гурт Electric Fields із піснею «One Milkali (One Blood)». У пісні, яка присвячена темі «мрії про світ, де ми всі об'єднані» і тому, що «ми всі більше схожі, ніж різні», вперше за історію участі Австралії на Євробаченні була використана інша мова, окрім англійською, а саме янкунитятяра — мова австралійського корінного населення. 7 травня Electric Fields виконали «One Milkali (One Blood)» під 13 номером у першому півфіналі Євробачення 2024, де посіли 11 місце з 41 балом та стали другими представниками Австралії на конкурсі, які не змогли кваліфікуватися до фіналу.

#### 2025: Go-Jo – «Milkshake Man»

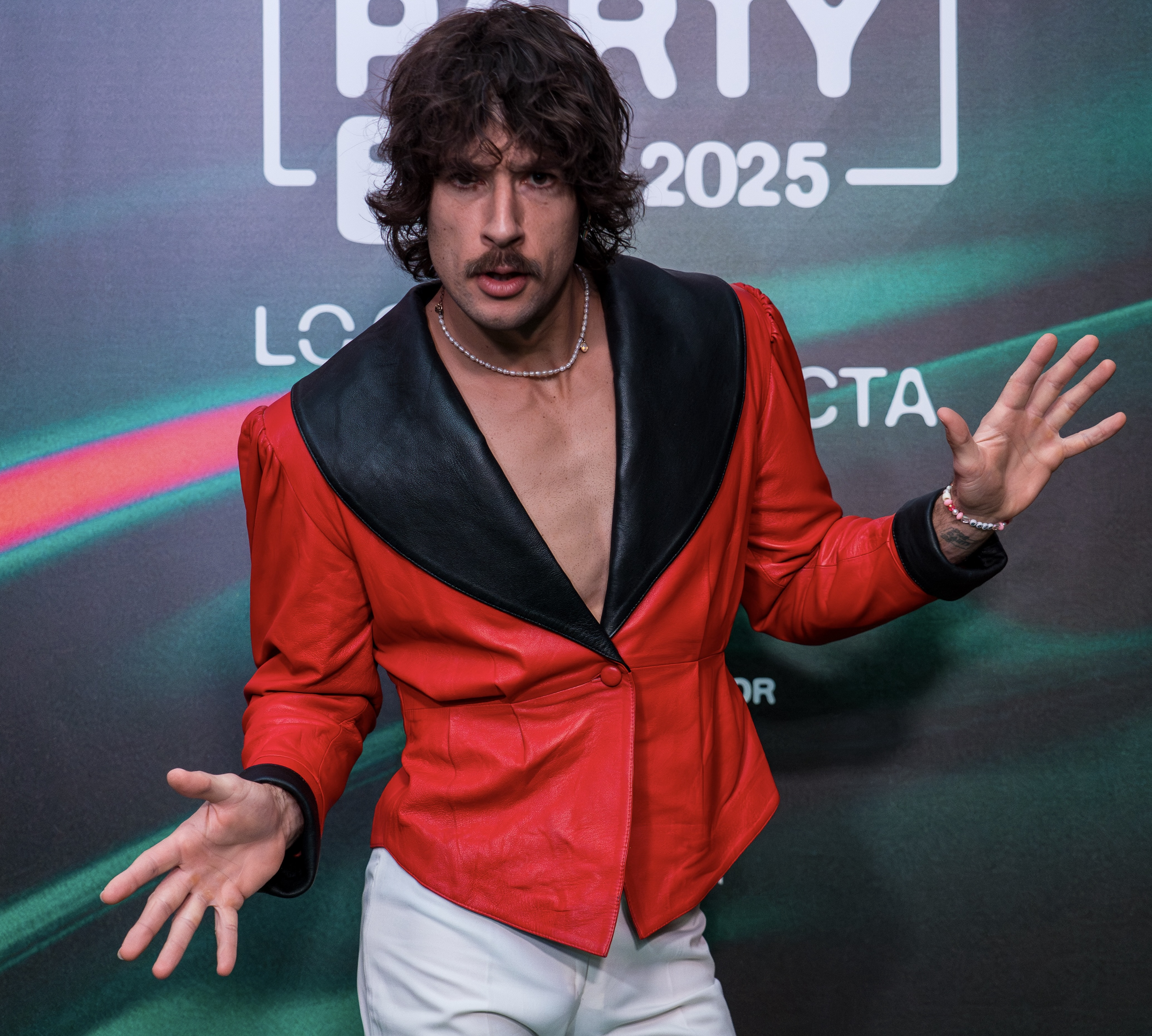
Go-Jo на промовечірці Євробачення 2025 в Мадриді, Іспанія

У жовтні 2024 року була підтверджена участь Австралії на Пісенному конкурсі Євробачення 2025 в Базелі, Швейцарія, на якому Австралія відзначала десятиріччя своєї участі в конкурсі. На початку лютого 2025 року в SBS заявили, що виконавець і пісня для Євробачення 2025 були обрані шляхом внутрішнього відбору, а 25 лютого мовник оголосив, що країну на конкурсі представлятиме Go-Jo з піснею «Milkshake Man». Як зазначав сам співак, своєю піснею він хоче «змусити танцювати весь світ» і заохотити людей прийняти свою індивідуальність без жодних вибачень і від усього серця. Конкурсна пісня була написана самим Go-Jo у співпраці з Джорджем й Емі Шеппардами та Джейсоном Бовіно — учасниками австралійського попгурту Sheppard, що змагався в Eurovision — Australia Decides 2019 за право представляти країну на Євробаченні того року. 15 травня 2025 року Австралія взяла участь у другому півфіналі Євробачення 2025. Go-Jo виконав «Milkshake Man» під першим порядковим номером — відкривав шоу. Співакові не вдалося досягти фіналу конкурсу. Так, Австралія вдруге поспіль залишилася поза фіналом Євробачення. Згодом організатори конкурсу оголосили результати півфіналів — стало відомо, що країна також вдруге поспіль посіла у своєму півфіналі 11 місце, зупинившись за крок до фіналу, і вдруге набрала при цьому 41 бал (як і Electric Fields на Євробаченні 2024).

## Учасники
Умовні позначення
     Перше місце
     Друге місце
     Третє місце
| Рік  | Місце проведення | Виконавець         | Мова                     | Пісня                                   | Фінал                                 | Фінал                                 | Півфінал                              | Півфінал                              |
| Рік  | Місце проведення | Виконавець         | Мова                     | Пісня                                   | Місце                                 | Бали                                  | Місце                                 | Бали                                  |
| ---- | ---------------- | ------------------ | ------------------------ | --------------------------------------- | ------------------------------------- | ------------------------------------- | ------------------------------------- | ------------------------------------- |
| 2015 | Відень           | Гай Себастіан      | Англійська               | «Tonight Again» «Знов сьогодні ввечері» | 5                                     | 196                                   | Автофіналіст                          | Автофіналіст                          |
| 2016 | Стокгольм        | Дамі Ім            | Англійська               | «Sound of Silence» «Звук тиші»          | 2                                     | 511                                   | 1                                     | 330                                   |
| 2017 | Київ             | Ісая               | Англійська               | «Don't Come Easy» «Це нелегко»          | 9                                     | 173                                   | 6                                     | 160                                   |
| 2018 | Лісабон          | Джессіка Маубой    | Англійська               | «We Got Love» «Ми маємо любов»          | 20                                    | 99                                    | 4                                     | 212                                   |
| 2019 | Тель-Авів        | Кейт Міллер-Гайдке | Англійська               | «Zero Gravity» «Невагомість»            | 9                                     | 284                                   | 1                                     | 261                                   |
| 2020 | Роттердам        | Монтень            | Англійська               | «Don't Break Me» «Не зламай мене»       | Х Конкурс скасований через COVID-19 Х | Х Конкурс скасований через COVID-19 Х | Х Конкурс скасований через COVID-19 Х | Х Конкурс скасований через COVID-19 Х |
| 2021 | Роттердам        | Монтень            | Англійська               | «Technicolour» «Техніколор»             | Не вдалося кваліфікуватися            | Не вдалося кваліфікуватися            | 14                                    | 28                                    |
| 2022 | Турин            | Шелдон Райлі       | Англійська               | «Not the Same» «Не такий»               | 15                                    | 125                                   | 2                                     | 243                                   |
| 2023 | Ліверпуль        | Voyager            | Англійська               | «Promise» «Пообіцяй»                    | 9                                     | 151                                   | 1                                     | 149                                   |
| 2024 | Мальме           | Electric Fields    | Англійська, янкунитятяра | «One Milkali (One Blood)» «Одна кров»   | Не вдалося кваліфікуватися            | Не вдалося кваліфікуватися            | 11                                    | 41                                    |
| 2025 | Базель           | Go-Jo              | Англійська               | «Milkshake Man» «Людина-мілкшейк»       | Не вдалося кваліфікуватися            | Не вдалося кваліфікуватися            | 11                                    | 41                                    |

## Голосування (2015—2025)
У таблиці наведена сума балів, відданих австралійськими глядачами й журі та отриманих австралійськими представниками від інших країн у фіналі та півфіналах Євробачення.
 †  країни, що постійно або тимчасово не беруть участь у конкурсі
| №  | Дано                   | Дано | Отримано               | Отримано |
| №  | Країна                 | Очок | Країна                 | Очок     |
| -- | ---------------------- | ---- | ---------------------- | -------- |
| 1  | Швеція                 | 150  | Польща                 | 137      |
| 2  | Ізраїль                | 97   | Швеція                 | 113      |
| 3  | Бельгія                | 93   | Данія                  | 107      |
| 4  | Мальта                 | 83   | Ісландія               | 107      |
| 5  | Україна                | 83   | Німеччина              | 106      |
| 6  | Литва                  | 67   | Ізраїль                | 105      |
| 7  | Ісландія               | 65   | Велика Британія        | 108      |
| 8  | Кіпр                   | 58   | Фінляндія              | 108      |
| 9  | Норвегія               | 57   | Бельгія                | 100      |
| 10 | Фінляндія              | 55   | Іспанія                | 86       |
| 11 | Молдова †              | 53   | Норвегія               | 84       |
| 12 | Данія                  | 52   | Мальта                 | 78       |
| 13 | Болгарія †             | 51   | Естонія                | 75       |
| 14 | Ірландія               | 50   | Україна                | 74       |
| 15 | Австрія                | 49   | Латвія                 | 71       |
| 16 | Сербія                 | 49   | Литва                  | 70       |
| 17 | Естонія                | 47   | Кіпр                   | 66       |
| 18 | Чехія                  | 46   | Сан-Марино             | 65       |
| 19 | Греція                 | 39   | Албанія                | 65       |
| 20 | Франція                | 39   | Ірландія               | 64       |
| 21 | Велика Британія        | 36   | Молдова †              | 63       |
| 22 | Латвія                 | 36   | Румунія †              | 63       |
| 23 | Італія                 | 35   | Франція                | 62       |
| 24 | Росія †                | 34   | Угорщина               | 60       |
| 25 | Іспанія                | 32   | Сербія                 | 59       |
| 26 | Польща                 | 31   | Греція                 | 57       |
| 27 | Португалія             | 28   | Швейцарія              | 53       |
| 28 | Словенія               | 26   | Словенія               | 51       |
| 29 | Нідерланди             | 24   | Чехія                  | 51       |
| 30 | Швейцарія              | 24   | Нідерланди             | 49       |
| 31 | Хорватія               | 23   | Італія                 | 48       |
| 32 | Північна Македонія †   | 20   | Північна Македонія †   | 47       |
| 33 | Німеччина              | 15   | Грузія                 | 47       |
| 34 | Угорщина †             | 14   | Португалія             | 42       |
| 35 | Сан-Марино             | 14   | Австрія                | 40       |
| 36 | Румунія †              | 14   | Білорусь †             | 39       |
| 37 | Азербайджан            | 14   | Чорногорія             | 36       |
| 38 | Грузія                 | 9    | Азербайджан            | 35       |
| 39 | Білорусь †             | 8    | Болгарія †             | 32       |
| 40 | Люксембург             | 8    | Росія †                | 26       |
| 41 | Албанія                | 7    | Хорватія               | 25       |
| 42 | Вірменія               | 3    | Вірменія               | 13       |
| 43 | Боснія і Герцеговина † | 0    | Боснія і Герцеговина † | 13       |
| 44 | Чорногорія             | 0    | 🌎 Решта світу         | 11       |
| 45 | 🌎 Решта світу         | –    | Люксембург             | 3        |

## Нагороди

### Премія Марселя Безансона
Премія Марселя Безансона є професійною відзнакою для учасників Євробачення. Вона вручається у трьох категоріях: призи композиторів, преси та мистецький.
| Рік  | Місце проведення | Категорія         | Пісня              | Композитори                                      | Виконавиця         | Дж.     |
| ---- | ---------------- | ----------------- | ------------------ | ------------------------------------------------ | ------------------ | ------- |
| 2016 | Стокгольм        | Приз композиторів | «Sound of Silence» | Девід Мусумечі Ентоні Егізій                     | Дамі Ім            | [ 119 ] |
| 2019 | Тель-Авів        | Мистецький приз   | «Zero Gravity»     | Кейт Міллер-Гайдке Кейр Наттол Джуліан Гамільтон | Кейт Міллер-Гайдке | [ 120 ] |

### You're a Vision Award
You're a Vision Award є щорічною нагородою, що присуджується «найвидатнішому вбранню» серед учасників Пісенного конкурса Євробачення за результатами голосування шанувальників конкурсу.
| Рік  | Місце проведення | Учасник      | Дж.     |
| ---- | ---------------- | ------------ | ------- |
| 2022 | Турин            | Шелдон Райлі | [ 122 ] |

## Делегація та організація участі

### Голова делегації
Голова делегації країни є представником, який відповідає за організацію участі країни в Євробаченні та координує відбір учасника, комунікує з оргкомітетом конкурсу, керує підготовкою виступу тощо.
| Рік          | Голова       | Дж.     |
| ------------ | ------------ | ------- |
| 2015–2019    | Пол Кларк    | [ 125 ] |
| 2020–2021    | Джош Мартін  | [ 125 ] |
| 2022–дотепер | Емілі Гріггс | [ 126 ] |

### Коментатори та речники
| Рік       | Коментатори               | Речники           | Дж.             |
| --------- | ------------------------- | ----------------- | --------------- |
| 2001      | Мері Кустас               | Не брала участі   | [ 7 ]           |
| 2002      | Террі Воган               | Не брала участі   | [ 8 ]           |
| 2003–2004 | Дес Манган                | Не брала участі   | [ 9 ]           |
| 2005–2008 | Террі Воган               | Не брала участі   | [ 7 ]           |
| 2009      | Джулія Земіро Сем Панг    | Не брала участі   | [ 11 ] [ 127 ]  |
| 2010      | Джулія Земіро Сем Панг    | Не брала участі   | [ 11 ] [ 127 ]  |
| 2011      | Джулія Земіро Сем Панг    | Не брала участі   | [ 11 ] [ 127 ]  |
| 2012      | Джулія Земіро Сем Панг    | Не брала участі   | [ 11 ] [ 127 ]  |
| 2013      | Джулія Земіро Сем Панг    | Не брала участі   | [ 11 ] [ 127 ]  |
| 2014      | Джулія Земіро Сем Панг    | Не брала участі   | [ 11 ] [ 127 ]  |
| 2015      | Джулія Земіро Сем Панг    | Лі Лінь Чін       | [ 128 ]         |
| 2016      | Джулія Земіро Сем Панг    | Лі Лінь Чін       | [ 129 ]         |
| 2017      | Майф Воргерст Джоел Крізі | Лі Лінь Чін       | [ 130 ] [ 131 ] |
| 2018      | Майф Воргерст Джоел Крізі | Рікардо Гонсалвес | [ 132 ] [ 133 ] |
| 2019      | Майф Воргерст Джоел Крізі | Electric Fields   | [ 134 ] [ 135 ] |
| 2021      | Майф Воргерст Джоел Крізі | Джоел Крізі       | [ 136 ]         |
| 2022      | Майф Воргерст Джоел Крізі | Кортні Акт        | [ 137 ]         |
| 2023      | Майф Воргерст Джоел Крізі | Кетрін Мартін     | [ 138 ]         |
| 2024      | Майф Воргерст Джоел Крізі | Денні Естрін      | [ 139 ] [ 140 ] |
| 2025      | Кортні Акт Тоні Армстронг | Силія Капсіс      | [ 141 ] [ 142 ] |

### Члени журі
Кожне національне журі складається з 5 професіоналів музичної індустрії. Члени журі повинні мати ґрунтовну музичну або артистичну освіту та відповідний професійний досвід. Вони також мають бути громадянами країни, яку представляють. Журі відбирається мовником країни. Члени журі не можуть входити до його складу два роки поспіль.
| Рік  | Журі           | Журі           | Журі               | Журі             | Журі            | Дж.     |
| ---- | -------------- | -------------- | ------------------ | ---------------- | --------------- | ------- |
| 2015 | Аманда Пелман  | Річард Вілкінс | Даніель Спенсер    | Еш Лондон        | Джейк Стоун     | [ 144 ] |
| 2016 | Моніка Трапага | Шеннон Нолл    | Майф Воргерст      | Джеймс Метісон   | Крейг Портейлз  | [ 145 ] |
| 2017 | Люсі Дюрак     | Наташа Купітт  | Стівен Капальдо    | Джекі Леб        | Пітер Гейвард   | [ 146 ] |
| 2018 | Річард Вілкінс | Зан Роу        | Джордан Раскопулос | L-FRESH the Lion | Міллі Міллгейт  | [ 147 ] |
| 2019 | Марк Гемфріс   | Крістін Ану    | Льюїс Гобба        | Еліс Чанс        | Марк Каммінз    | [ 148 ] |
| 2021 | Міллі Міллгейт | Джек Віджен    | Еш Лондон          | Брук Боні        | Kamahl          | [ 149 ] |
| 2022 | Ділан Льюїс    | Монтень        | Метт Окіне         | Бріджит Гаствейт | Міллі Петріелла | [ 150 ] |
| 2023 | Ендрю Фаррісс  | Тоні Пірен     | Едді Перфект       | Брайоні Доусон   | Латіфа Ті       | [ 151 ] |
| 2024 | Альфі Аркурі   | Мейсон Воттс   | Джейн Альберт      | Міган Лодер      | Міа Родрігес    | [ 152 ] |
| 2025 | Ендрю Ламбру   | Роббі Бак      | Клер Говелл        | Кайлі Бертленд   | Симон Доу       | [ 153 ] |

### Постановники номеру
Постановники номеру відповідають за візуальне оформлення виступу: хореографію, рухи артистів і танцівників, роботу з камерами, світлом, декораціями та загальну атмосферу, щоб зробити номер максимально ефектним для глядачів.
| Рік  | Постановники                 | Дж.             |
| ---- | ---------------------------- | --------------- |
| 2015 | Невідомо                     | Невідомо        |
| 2016 | Ніколін Рефсінг              | [ 155 ]         |
| 2017 | Марко Панзич Саша Жан-Батист | [ 156 ] [ 157 ] |
| 2018 | Саша Жан-Батист              | [ 158 ]         |
| 2019 | Філіп Глісон                 | [ 159 ]         |
| 2021 | Марко Панзич                 | [ 160 ]         |
| 2022 | Саша Жан-Батист              | [ 161 ]         |
| 2023 | Марвін Дітманн               | [ 162 ]         |
| 2024 | Пол Кларк                    | [ 163 ]         |
| 2025 | Марвін Дітман                | [ 164 ]         |

## Галерея

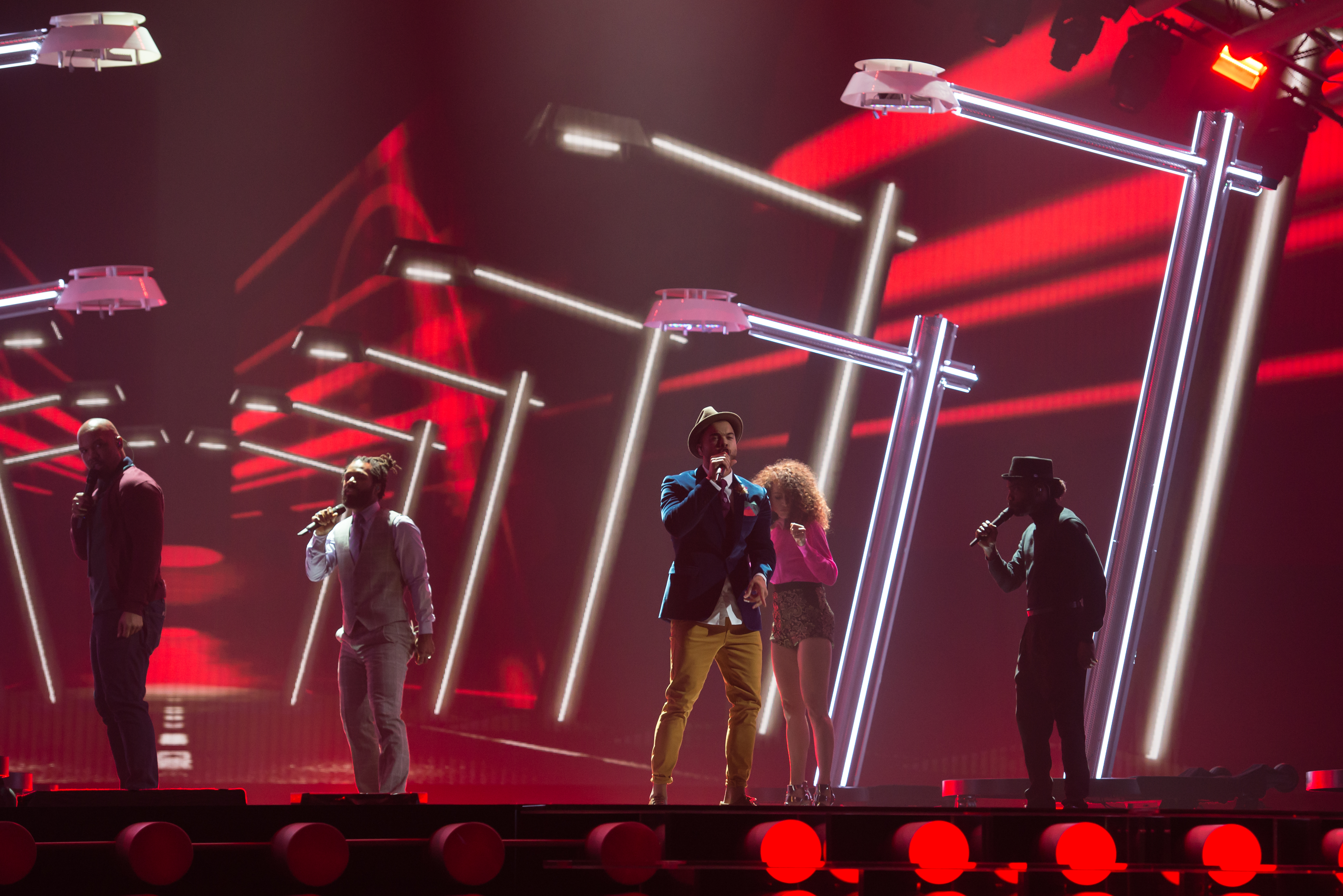
Гай Себастіан (2015)
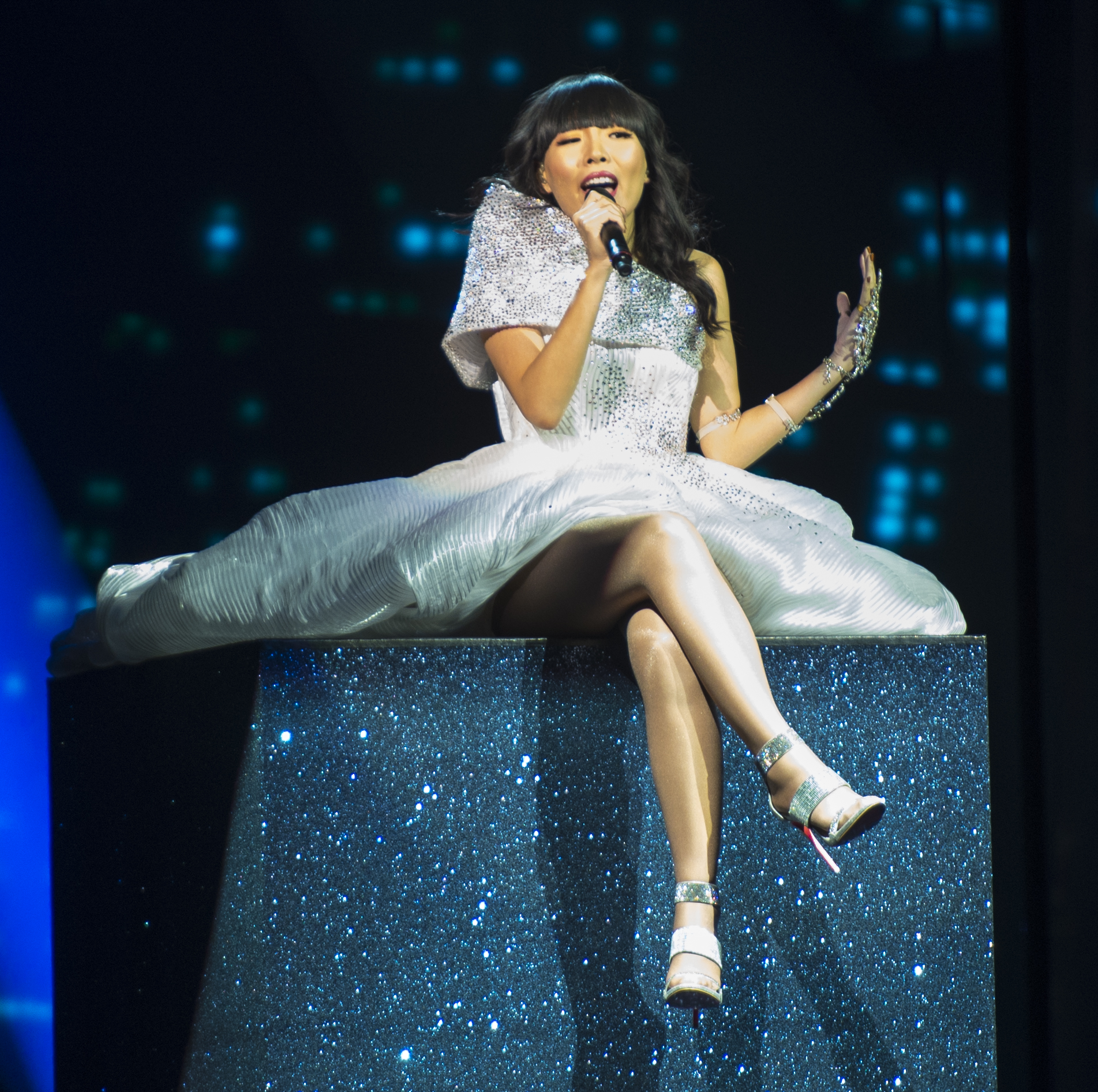
Дамі Ім (2016)
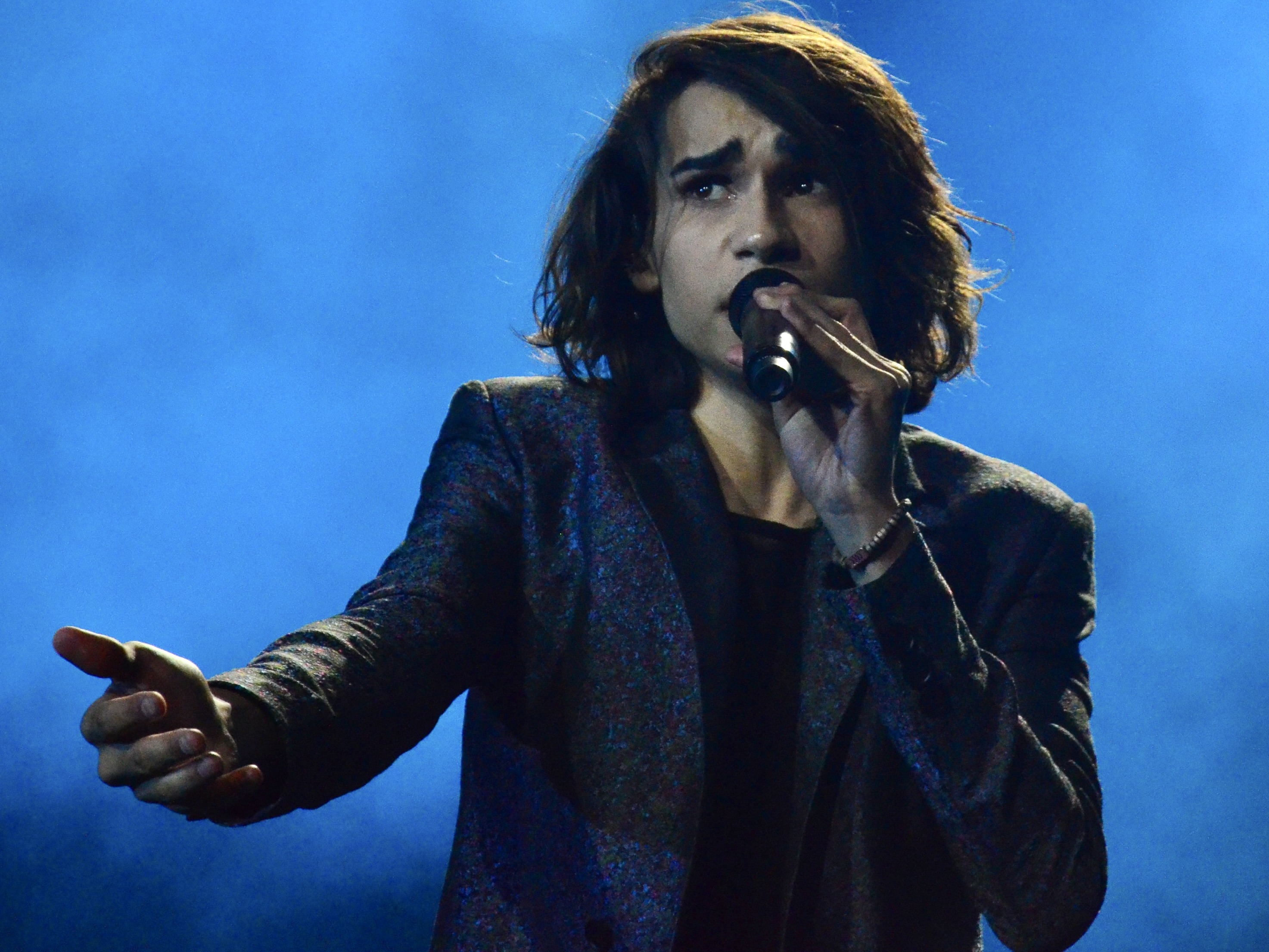
Ісая Файрбрейс (2017)
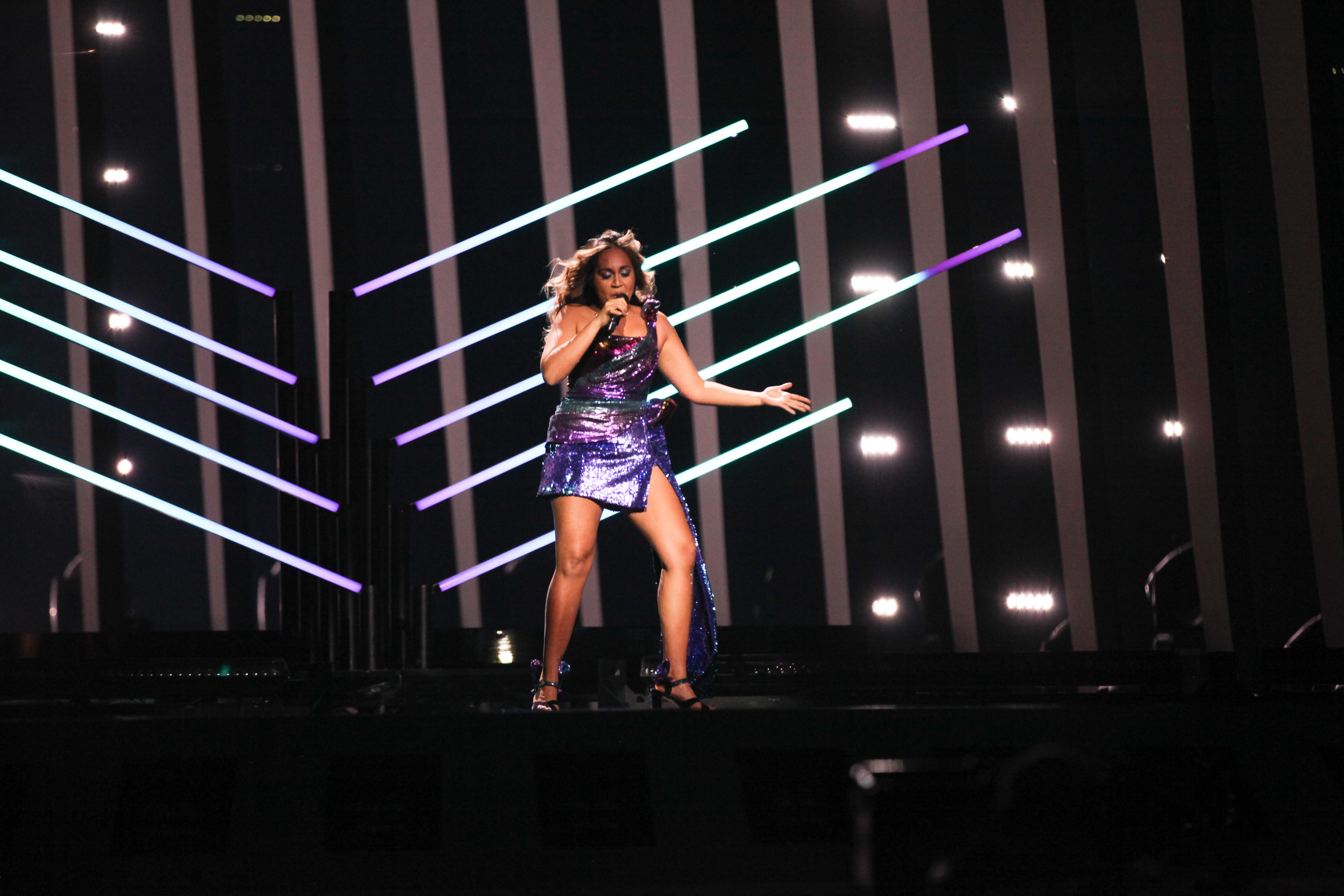
Джессіка Маубой (2018)
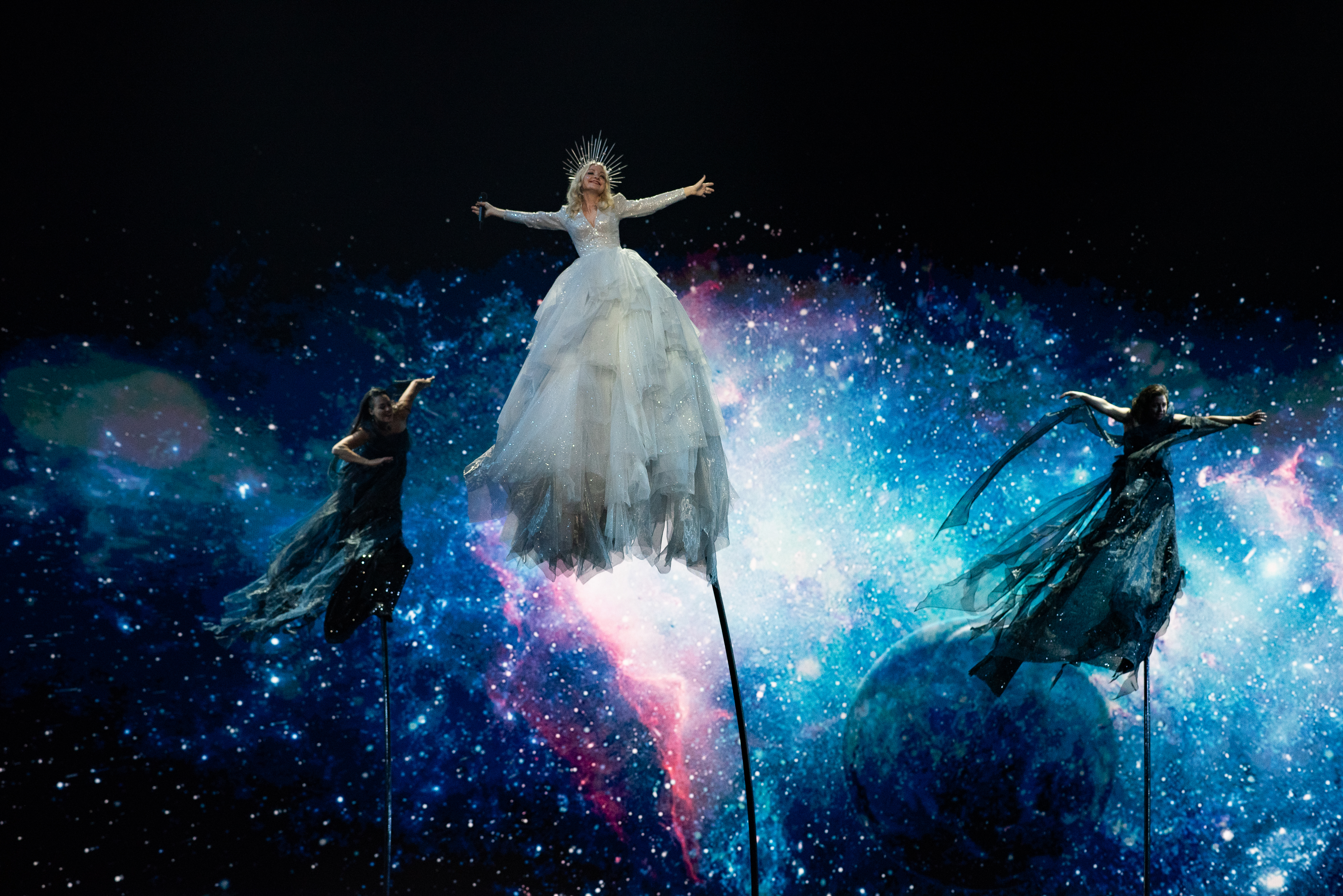
Кейт Міллер-Гайдке (2019)
Монтень (2021)[d]
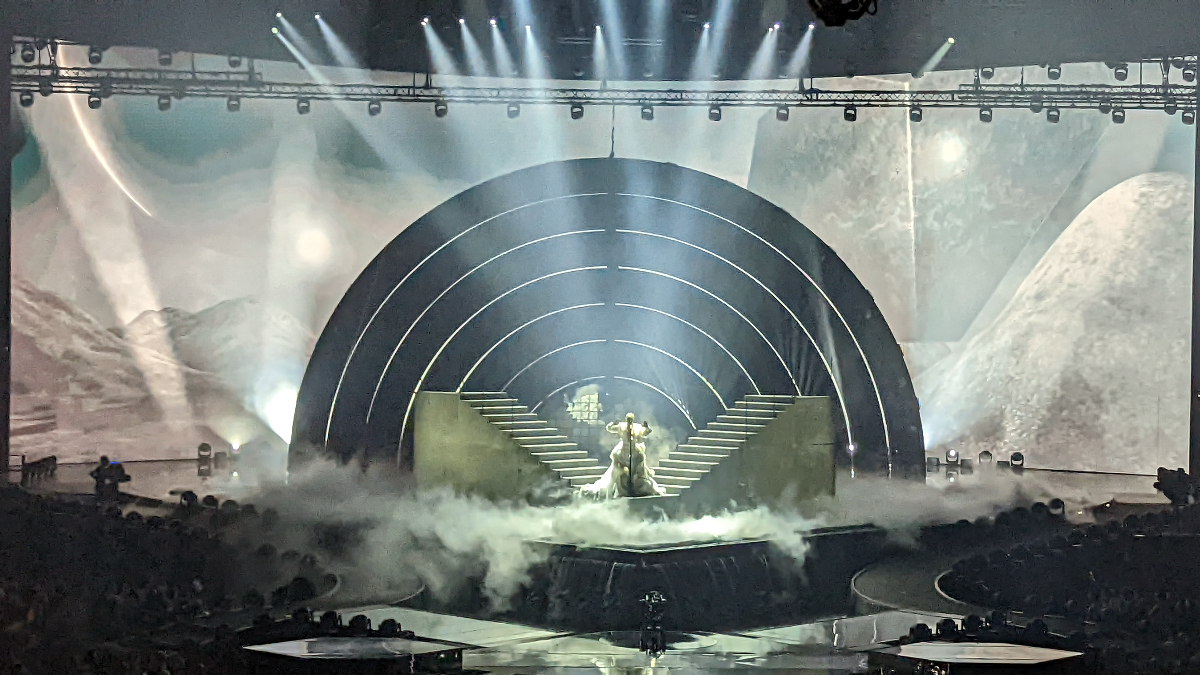
Шелдон Райлі (2022)
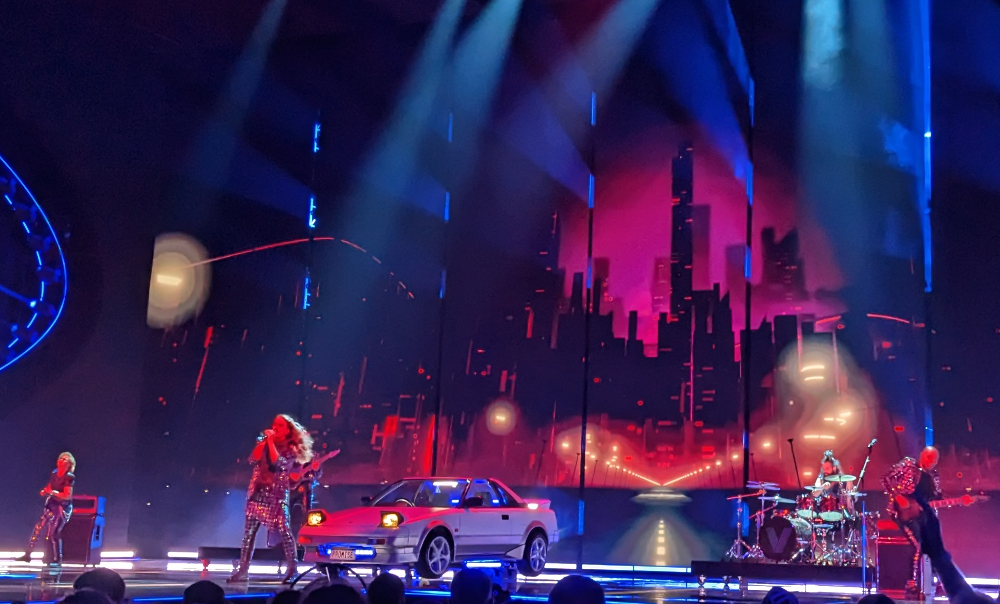
Voyager (2023)
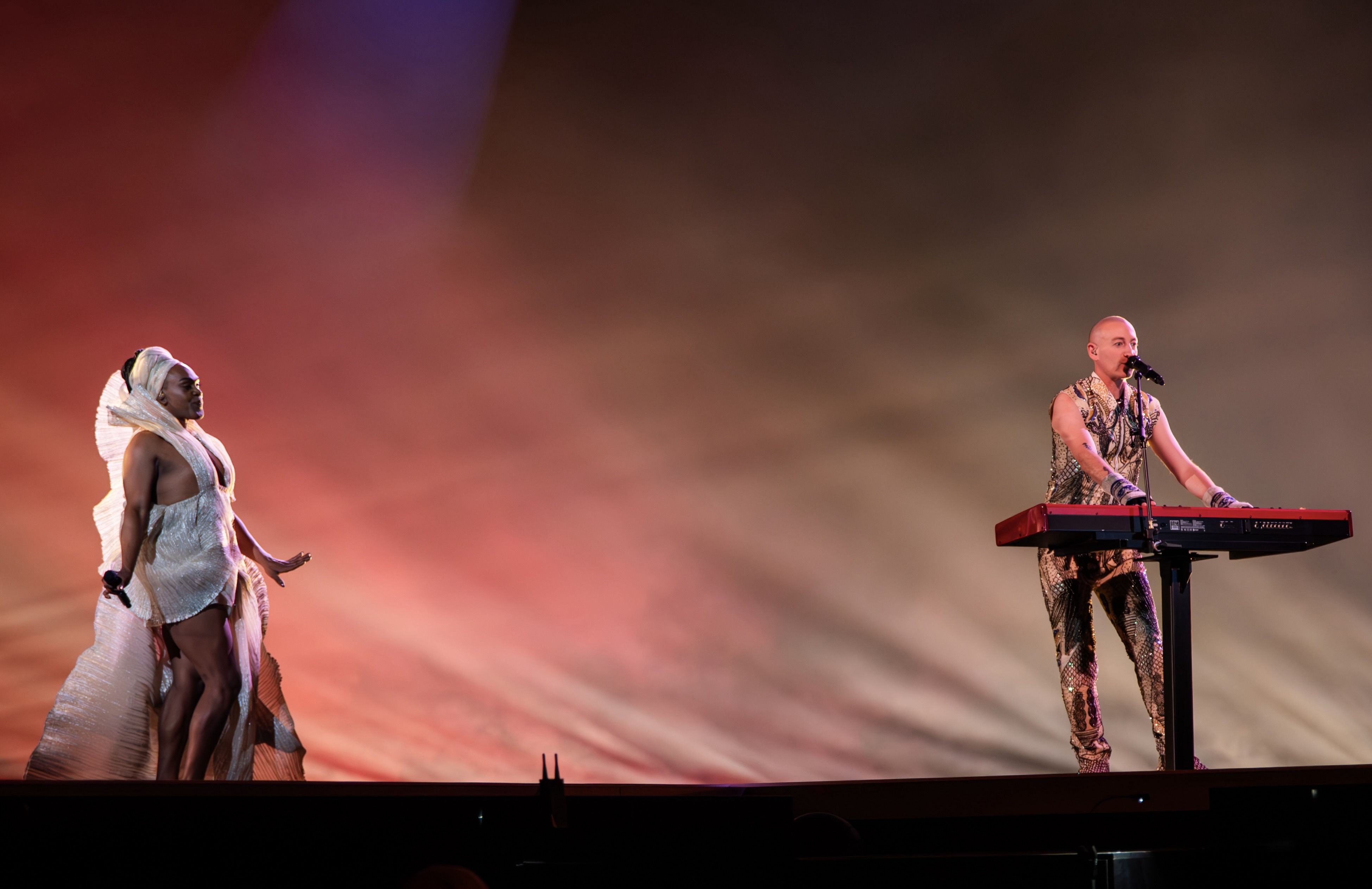
Electric Fields (2024)
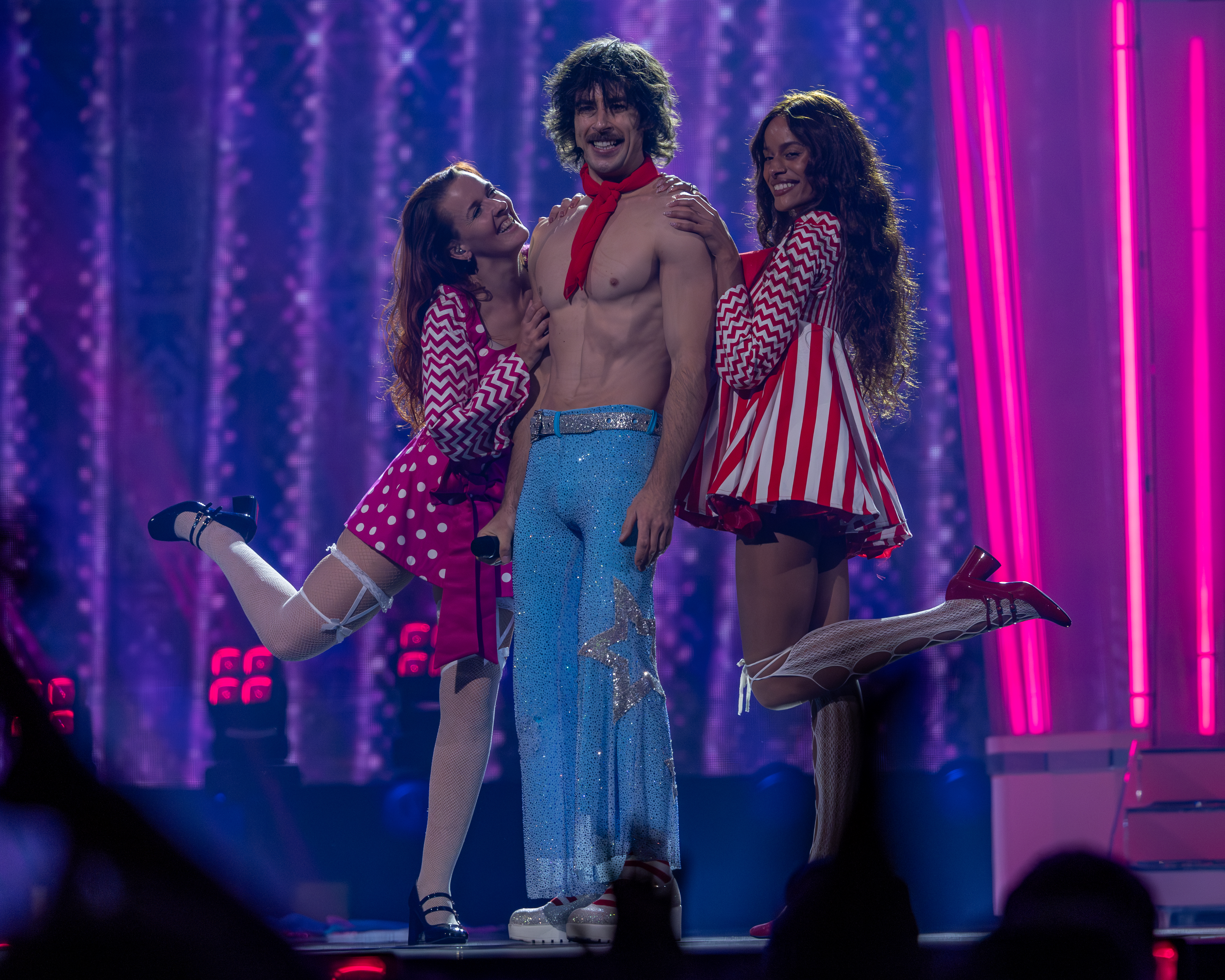
Go-Jo (2025)

## Інциденти та полеміка
- Одразу після виходу пісні «Sound of Silence»(інші мови) (2016), Австралію публічно звинуватили у порушенні правил ЄМС щодо посилань на комерційні продукти. Звинувачення були зосереджені навколо другого рядка початкового куплету «Trying to feel your love through face time», який, враховуючи контекст пісні про віддаленого партнера, вважали згадкою про FaceTime — програмне забезпечення для обміну відеоповідомленнями від Apple. Проте в ЄМС відповіли, що, оскільки в офіційній ліриці слово «face time» є двома словами, на відміну від програмного забезпечення, яке продається під єдиною назвою, текст пісні не є рекламою та не потребує змін[167].
- Джессіка Маубой (2018) під час другої репетиції на Євробаченні отримала хлистову травму(інші мови), проте в підсумку це не вплинуло на виступ Австралії на конкурсі[168].
- 2019 року, коли після перемоги Нетти з піснею «Toy» на Євробаченні 2018 господарем конкурсу став Ізраїль, в Австралії виникли суперечки щодо участі в Євробаченні й трансляції конкурсу через політичну ситуацію в Ізраїлі. Серед австралійців виникли заклики бойкотувати конкурс, а також була створена відповідна петиція. Проте Майкл Ебейд, генеральний директор SBS, зазначив, що Австралія не відмовлятиметься від конкурсу, оскільки мета Євробачення — об'єднувати людей через музику, а не займатися політикою[169][170].

## Нотатки
1. ↑  Попри те, що конкурс 2020 року був скасований, він усе ще вважається таким, у якому країна брала участь.
2. ↑  З 2023 року у півфіналах Пісенного конкурсу Євробачення голосують лише глядачі.
3. ↑  Містить фразу французькою мовою.
4. ↑  Через обмеження подорожей, пов’язаних з пандемією COVID-19 в країні, виступ Монтень був записаний в студії SBS в Сіднеї і транслювався в прямому ефірі, а не відбувся у форматі живого виступу в Роттердамі, Нідерланди, де проводився конкурс[165][166].